# George Patton
|  | Per a altres significats, vegeu «Patton (pel·lícula)». |

George Smith Patton Jr. (11 de novembre de 1885 - 21 de desembre de 1945) va ser un general de l'exèrcit dels Estats Units que va comandar el Setè Exèrcit al teatre mediterrani de la Segona Guerra Mundial, i després el Tercer Exèrcit a França i Alemanya després de la invasió aliada de Normandia el juny de 1944.
Nascut el 1885, Patton va assistir a l'Institut Militar de Virgínia i a l'Acadèmia Militar dels Estats Units a West Point. Va estudiar esgrima i va dissenyar el Sabre de Cavalleria M1913, més conegut com a "Sabre Patton". Va competir en el pentatló modern als Jocs Olímpics d'estiu de 1912 a Estocolm, Suècia, on va acabar en cinquè lloc. Patton va entrar en combat durant l'Expedició Pancho Villa de 1916, la primera acció militar dels Estats Units amb vehicles de motor. Va lluitar a la Primera Guerra Mundial com a part del nou Cos de Tancs dels Estats Units de les Forces Expedicionàries Americanes: va comandar l'escola de tancs dels Estats Units a França, després va liderar tancs al combat i va ser ferit cap al final de la guerra. En el període d'entreguerres, Patton es va convertir en una figura central en el desenvolupament de la doctrina de guerra blindada de l'exèrcit , servint en nombrosos llocs de treball a tot el país. Quan els Estats Units van entrar a la Segona Guerra Mundial, va comandar la 2a Divisió Blindada.
Patton va liderar les tropes nord-americanes al teatre mediterrani amb una invasió de Casablanca durant l'Operació Torxa el 1942, i aviat es va establir com un comandant eficaç rehabilitant ràpidament el desmoralitzat II Cos. Va comandar el Setè Exèrcit dels Estats Units durant la invasió aliada de Sicília, on va ser el primer comandant aliat a arribar a Messina. Allà es va veure embolicat en una controvèrsia després d'abofetejar dos soldats en estat de xoc, i va ser apartat temporalment del comandament al camp de batalla. Se li va assignar un paper clau a l'Operació Fortitude, la campanya d'engany militar dels aliats per a l'Operació Overlord. A l'inici de la invasió aliada occidental de França, Patton va rebre el comandament del Tercer Exèrcit, que va dur a terme una ofensiva blindada ràpida i reeixida a través de França. Sota el seu lideratge decisiu, el Tercer Exèrcit va prendre la iniciativa d'alleujar les tropes americanes assetjades a Bastogne durant la batalla de les Ardenes, després de la qual les seves forces es van endinsar a l'Alemanya nazi al final de la guerra.
Durant l'ocupació aliada d'Alemanya, Patton va ser nomenat governador militar de Baviera, però va ser rellevat per fer declaracions agressives cap a la Unió Soviètica i qüestionar la desnazificació. Patton també era un conegut antisemita. Va comandar el Quinzè Exèrcit dels Estats Units durant poc més de dos mesos. Greument ferit en un accident de cotxe, va morir a Alemanya dotze dies després, el 21 de desembre de 1945.
La imatge vibrant de Patton, la seva personalitat enèrgica i el seu èxit com a comandant van quedar eclipsats per les seves controvertides declaracions públiques. La seva filosofia de liderar des del front i la seva capacitat d'inspirar les tropes amb discursos carregats de vulgaritat i que cridaven l'atenció, com el seu famós discurs al Tercer Exèrcit, van ser rebuts favorablement per les seves tropes, però molt menys per un alt comandament aliat molt dividit. El fet que enviés la condemnada Task Force Baum per alliberar el seu gendre, el tinent coronel John K. Waters, d'un camp de presoners de guerra va perjudicar encara més la seva posició entre els seus superiors. La seva èmfasi en l'acció ofensiva ràpida i agressiva va resultar eficaç, i va ser molt ben considerat pels seus oponents a l'Alt Comandament alemany. La pel·lícula biogràfica guanyadora de l'Oscar de 1970, Patton, va ajudar a popularitzar la seva imatge.

## Primers anys
George Smith Patton Jr. va néixer l'11 de novembre de 1885, al suburbi de San Gabriel, a Los Angeles, Califòrnia, fill de George S. Patton i la seva esposa, Ruth Wilson, filla de Benjamin Davis Wilson, el segon alcalde de Los Angeles, i Margaret Hereford, una vídua de Virgínia. La rica família Patton residia a Lake Vineyard, construïda per Benjamin Wilson, en 128 acres (52 ha) a l'actual San Marino, Califòrnia. Patton tenia una germana petita, Anne, sobrenomenada "Nita". Nita es va prometre amb John J. Pershing, el mentor de Patton, el 1917, però el compromís va acabar a causa de la seva separació durant el temps de Pershing a França durant la Primera Guerra Mundial.

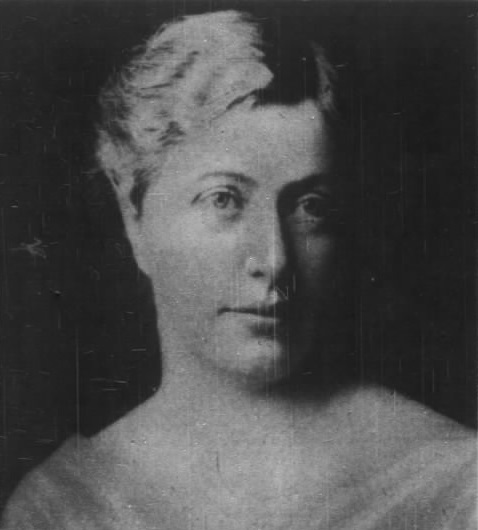
Anne Wilson "Nita" Patton, germana de Patton. Es va prometre amb John J. Pershing el 1917–1918

De petit, Patton va tenir dificultats per aprendre a llegir i escriure, però finalment ho va superar i, a l'edat adulta, va ser conegut per ser un lector àvid. Va rebre classes particulars des de casa fins als onze anys, quan es va matricular durant sis anys a l a la Classical School for Boys  de Stephen Cutter Clark, una escola privada de Pasadena. Patton va ser descrit com un noi intel·ligent i va ser molt llegit en història militar clàssica , en particular les gestes d'Anníbal, Escipió l'Africà, Juli Cèsar, Joana d'Arc i Napoleó Bonaparte, així com les de l'amic de la família John Singleton Mosby, que sovint visitava la casa familiar dels Patton quan George era petit. També era un devot genet a cavall. 
Patton mai va considerar seriosament una altra carrera que no fos la militar. Als disset anys va sol·licitar un nomenament a l'Acadèmia Militar dels Estats Units a West Point, Nova York. També va sol·licitar plaça a diverses universitats amb programes de cossos militars de cadets, i va ser acceptat a Princeton, però finalment es va decidir pel Virginia Military Institute (VMI), al qual havien assistit el seu pare i el seu avi. Va assistir a l'escola del 1903 al 1904, i tot i que va tenir dificultats amb la lectura i l'escriptura, va tenir un rendiment excepcional en la inspecció d'uniformes i aparença, així com en l'exercici militar.

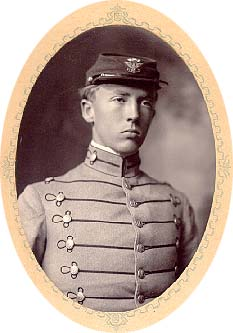
Patton al Virginia Military Institute

Mentre era al VMI, el senador Thomas R. Bard el va nominar per a West Point. Va ser un dels iniciats de la Comissió Beta de l'Ordre Kappa Alpha.
En el seu primer any a West Point, Patton es va adaptar fàcilment a la rutina. Tanmateix, el seu rendiment acadèmic va ser tan deficient que es va veure obligat a repetir el primer any després de suspendre matemàtiques. Va destacar en els exercicis militars, tot i que el seu rendiment acadèmic es va mantenir mitjà. Va ser sergent major cadet durant el seu tercer any i ajudant cadet el seu últim any. També es va unir a l'equip de futbol, però es va lesionar el braç i va deixar de jugar en diverses ocasions. En canvi, va fer proves per a l'equip d'espasa i atletisme i es va especialitzar en pentatló modern. Va competir en aquest esport als Jocs Olímpics d'estiu de 1912 a Estocolm, i va acabar en cinquè lloc, just darrere de quatre suecs.
Patton es va graduar com a 46è de 103 cadets a West Point l'11 de juny de 1909 i va rebre una comissió com a sotstinent a la branca de cavalleria de l'exèrcit dels Estats Units. 
Als 24 anys, Patton es va casar amb Beatrice Banning Ayer, filla de l'industrial de Boston Frederick Ayer, el 26 de maig de 1910 a Beverly Farms, Massachusetts. Van tenir tres fills, Beatrice Smith (nascuda el març de 1911), Ruth Ellen (nascuda el febrer de 1915) i George Patton IV (nascut el desembre de 1923). L'esposa de Patton, Beatrice, va morir el 30 de setembre de 1953 a causa d'una ruptura d'aneurisma després de caure mentre anava a cavall en una cacera amb el seu germà i altres persones al Myopia Hunt Club de South Hamilton, Massachusetts.
Patton era episcopalià.

### Ascendència
La família Patton era d' ascendència escocesa, irlandesa, escocesa-irlandesa, francesa, anglesa i gal•lesa . El besavi de Patton, Robert Patton, d'Ayrshire, Escòcia, va emigrar d'Escòcia a Amèrica. La seva besàvia provenia d'una família aristocràtica gal•lesa, descendent de molts senyors gal•lesos de Glamorgan,  que tenien una àmplia formació militar. Patton creia que havia viscut anteriorment com a soldat i s'enorgullia dels seus lligams místics amb els seus avantpassats. Tot i que no era descendent directe de George Washington, Patton va rastrejar algunes de les seves arrels colonials angleses fins al besavi de George Washington. És un cosí germà sis vegades remogut de George Washington.
També era descendent del rei Eduard I d'Anglaterra a través del fill d'Eduard, Edmund de Woodstock, primer comte de Kent.   La creença familiar sostenia que els Patton eren descendents de setze barons que havien signat la Carta Magna.  Patton creia en la reencarnació, afirmant que havia lluitat en batalles i guerres anteriors a la seva època; a més, la seva ascendència era molt important per a ell, formant una part central de la seva identitat personal. El primer Patton a Amèrica del Nord va ser Robert Patton, nascut a Ayr, Escòcia. Va emigrar a Culpeper, Virgínia, des de Glasgow, el 1769 o el 1770.
L'avi patern de George Patton, Jr. era George Smith Patton, que va comandar el 22è Regiment d'Infanteria de Virgínia sota el comandament de Jubal Early de la Guerra Civil i va morir a la Tercera Batalla de Winchester, mentre que el seu oncle besavi Waller T. Patton va morir a la Càrrega de Pickett liderant el 7è Regiment d'Infanteria de Virgínia durant la batalla de Gettysburg. Patton també descendia de Hugh Mercer, que havia mort a la batalla de Princeton durant la Guerra de la Independència dels Estats Units. El pare de Patton, que es va graduar a l'Institut Militar de Virgínia (VMI), va esdevenir advocat i més tard fiscal de districte del comtat de Los Angeles. L'avi matern de Patton era Benjamin Davis Wilson, un comerciant que havia estat el segon alcalde de Los Angeles.
El seu pare era un ric ramader i advocat que posseïa un ranxo de 400 hectàrees prop de Pasadena, Califòrnia. Wilson s'havia casat amb una de les famílies de colons originals del sud de Califòrnia casant-se amb Ramona Yorba, que era filla del prominent californià (colons espanyols i mexicans a Califòrnia) Bernardo Yorba, de qui la ciutat de Yorba Linda rep el nom. Patton també és descendent de l'hugonot francès Louis DuBois.

## Inicis de la carrera militar
El primer destí de Patton va ser amb el 15è Regiment de Cavalleria a Fort Sheridan, Illinois,  on es va establir com un líder diligent que va impressionar els superiors amb la seva dedicació. A finals de 1911, Patton va ser traslladat a Fort Myer, Virgínia, on estaven destinats molts dels alts càrrecs de l'exèrcit. Després de fer amistat amb el secretari de Guerra Henry L. Stimson, Patton va servir com a ajudant seu en actes socials, a més de les seves funcions habituals com a intendent de la seva tropa. Patton tenia una veu aguda i estava preocupat que això li impossibilités inspirar les seves tropes.

### Jocs Olímpics de 1912

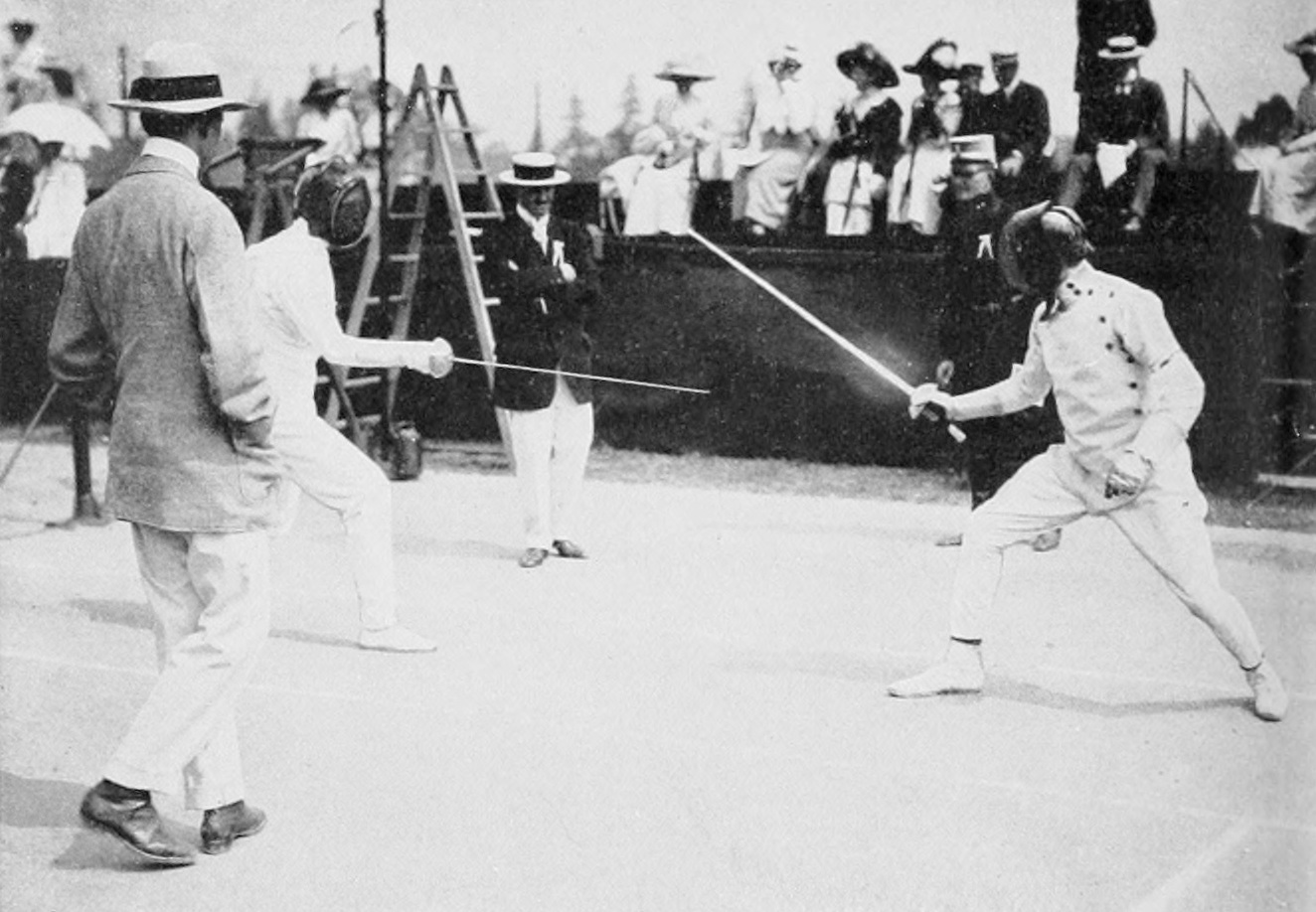
Patton (dreta) practicant esgrima al pentatló modern dels Jocs Olímpics d'estiu de 1912

Per la seva habilitat en la cursa i l'esgrima, Patton va ser seleccionat com a participant de l'exèrcit per al primer pentatló modern als Jocs Olímpics de 1912, celebrats a Estocolm, Suècia. Patton va ser l'únic estatunidenc entre els 42 pentatletes, que eren tots oficials.  Patton va quedar vint-i-unè al camp de tir amb pistola, setè en natació, quart en esgrima, sisè en la competició hípica i tercer en la cursa a peu, acabant cinquè en la general i primer entre els competidors no suecs.
Hi va haver certa controvèrsia sobre el seu rendiment a la competició de tir amb pistola, en què va utilitzar una pistola de calibre .38 de l'exèrcit dels Estats Units, mentre que la majoria dels altres competidors van triar armes de foc de calibre .22. Va afirmar que els forats al paper dels seus primers trets eren tan grans que una bala posterior els va travessar, però els jutges van decidir que una de les seves bales va fallar completament el blanc. Les competicions modernes d'aquest nivell sovint utilitzen un fons mòbil específicament per rastrejar múltiples trets a través del mateix forat. Si la seva afirmació fos correcta, Patton probablement hauria guanyat una medalla olímpica en la prova. La decisió dels jutges va ser confirmada. L'únic comentari de Patton sobre el tema va ser:
| « | L'alt esperit d'esportivitat i generositat manifestat en tot moment diu molt del caràcter dels oficials d'avui dia. No hi va haver ni un sol incident de protesta, ni cap discussió antideportiva o baralla per punts que, puc dir, va espatllar algunes de les altres competicions civils dels Jocs Olímpics. Cada home va fer tot el possible i va acceptar el que la fortuna li va enviar com un veritable soldat, i al final tots ens vam sentir més com a bons amics i camarades que com a rivals en una competició severa, però aquest esperit d'amistat no va restar res al zel amb què tots lluitaven per l'èxit.. | » |

### Disseny d'espasa
Després dels Jocs Olímpics de 1912, Patton va viatjar a Saumur, França, on va aprendre tècniques d'esgrima de l'ajudant Charles Cléry, un "mestre d'armes" francès i instructor d'esgrima a l'escola de cavalleria d'allà. Portant aquestes lliçons de tornada a Fort Myer, Patton va redissenyar la doctrina de combat amb sabre per a la cavalleria nord-americana, afavorint els atacs d'empenta per sobre de la maniobra de tall estàndard i dissenyant una nova espasa per a aquests atacs. Va ser assignat temporalment a l'Oficina del Cap de l'Estat Major de l'Exèrcit, i el 1913 es van encarregar els primers 20.000 del Sabre de Cavalleria Model 1913, conegut popularment com el "sabre Patton".

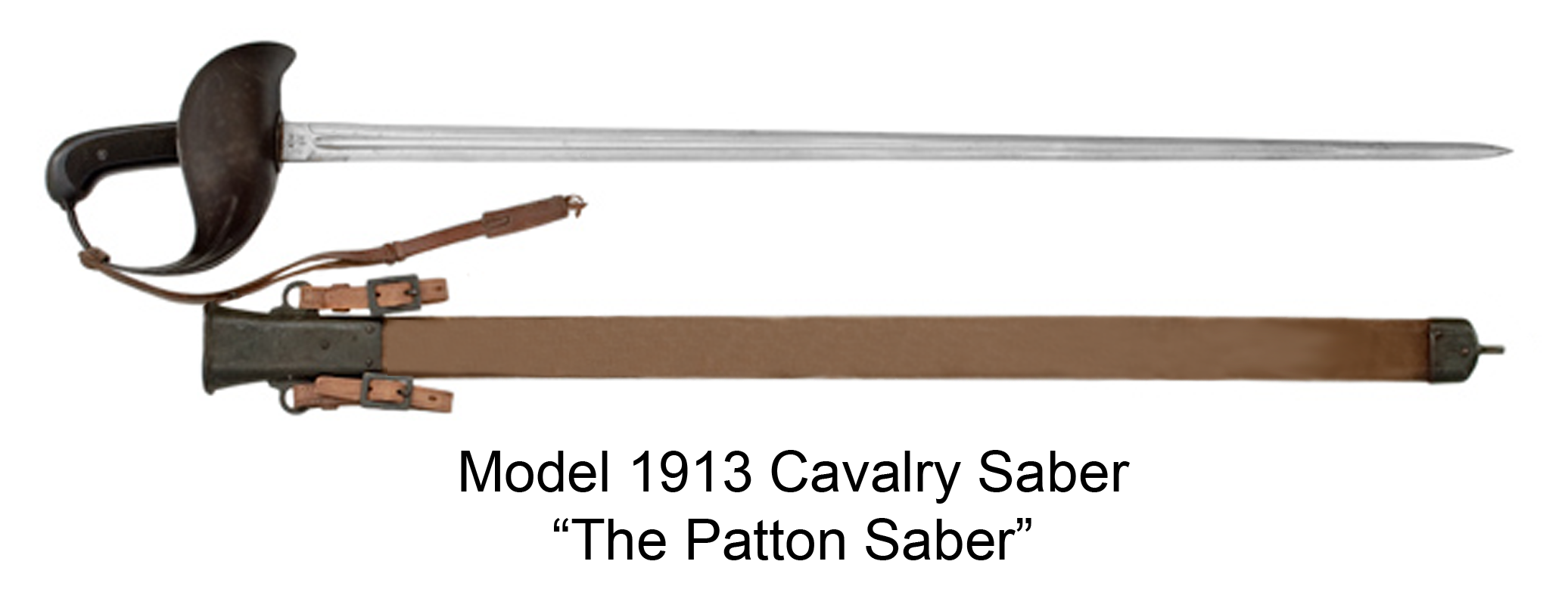

Patton va tornar a Saumur per aprendre tècniques avançades abans de portar les seves habilitats a l'Escola de Servei Muntat de Fort Riley, Kansas, on seria estudiant i instructor d'esgrima. Va ser el primer oficial de l'exèrcit a ser designat "Mestre de l'Espasa", un títol que denotava el millor instructor de l'escola en espasa. Quan va arribar el setembre de 1913, va ensenyar esgrima a altres oficials de cavalleria, molts dels quals eren superiors a ell en rang.

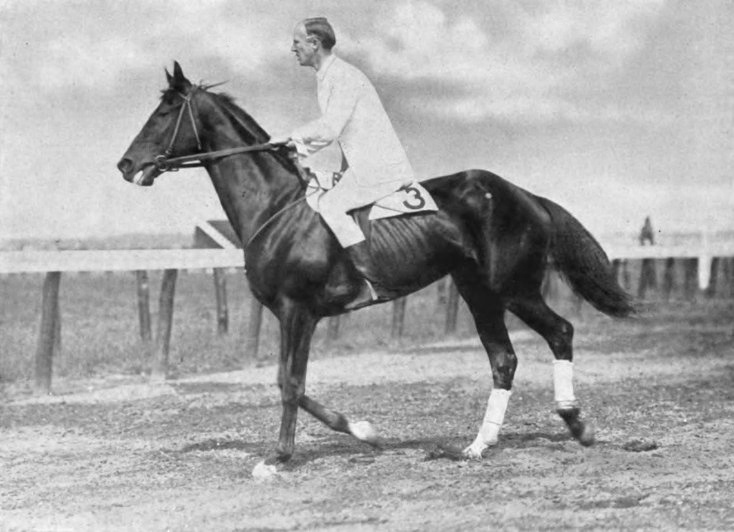
Patton amb el seu cavall de curses d'obstacles, Wooltex, el 1914

Patton es va graduar en aquesta escola el juny de 1915. Originalment, tenia la intenció de tornar al 15è Regiment de Cavalleria, que anava cap a les Filipines. Tement que aquesta assignació posés fi a la seva carrera, Patton va viatjar a Washington DC durant 11 dies de permís i va convèncer amics influents perquè organitzessin una reassignació per a ell al 8è Regiment de Cavalleria a Fort Bliss, Texas, anticipant que la inestabilitat a Mèxic podria derivar en una guerra civil a gran escala. Mentrestant, Patton va ser seleccionat per participar als Jocs Olímpics d'estiu de 1916, però aquesta Olimpíada es va cancel·lar a causa de la Primera Guerra Mundial.

## L'expedició de Pancho Villa
El 1915, el tinent Patton va ser assignat a la patrulla fronterera amb una tropa de la 8a Cavalleria, amb base a Sierra Blanca. Durant la seva estada a la ciutat, Patton va acostumar a portar el seu Colt M1911 calibre .45 al cinturó en lloc de la funda. La seva arma de foc es va disparar accidentalment una nit en un saloon, així que la va canviar per un revòlver Colt Single Action Army amb mànec d'ivori, una arma que més tard es convertiria en una icona de la imatge de Patton.
El març de 1916, les forces mexicanes lleials a Pancho Villa van creuar cap a Nou Mèxic i van assaltar la ciutat fronterera de Columbus. La violència a Columbus va matar diversos nord-americans. En resposta, els Estats Units van llançar l'Expedició de Pancho Villa a Mèxic. Disgustat en descobrir que la seva unitat no hi participaria, Patton va apel•lar al comandant de l'expedició John J. Pershing i va ser nomenat el seu ajudant personal per a l'expedició. Això significava que Patton tindria algun paper en l'organització de l'esforç, i el seu entusiasme i dedicació a la tasca van impressionar Pershing. Patton va modelar gran part del seu estil de lideratge a partir de Pershing, que afavoria les accions fortes i decisives i el comandament des del front. Com a ajudant, Patton va supervisar la logística del transport de Pershing i va actuar com el seu missatger personal.

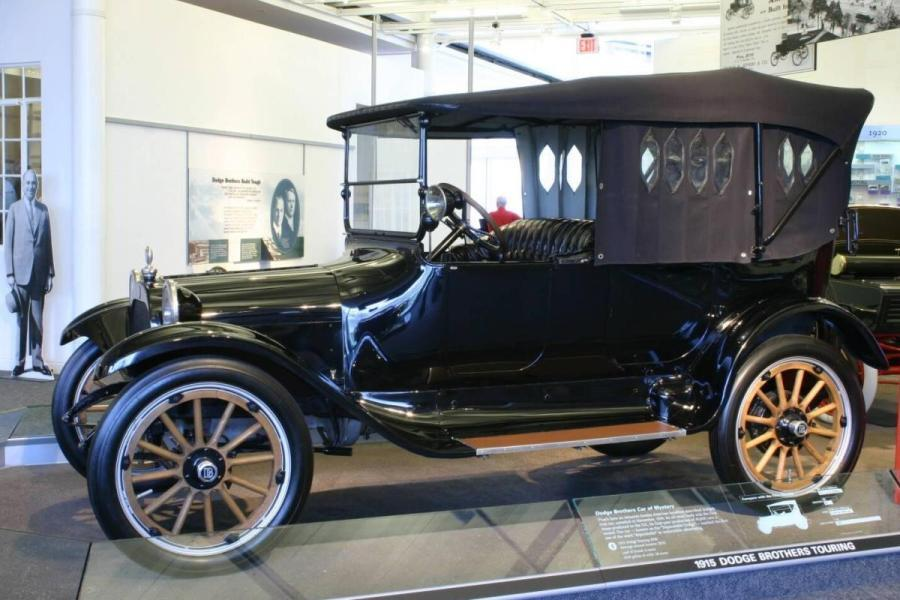
La durabilitat del cotxe de turisme Dodge Brothers Model 30-35 de 1915 va guanyar renom per al nou fabricant d'automòbils després del seu ús a l' Expedició Pancho Villa de 1916

A mitjans d'abril, Patton va demanar a Pershing l'oportunitat de comandar tropes i va ser assignat a la Tropa C del  13è de Cavalleria per ajudar en la caça de Villa i els seus subordinats. La seva primera experiència de combat va arribar el 14 de maig de 1916, en el que es convertiria en el primer atac motoritzat de la història de la guerra dels Estats Units. Una força de deu soldats i dos guies civils, sota el comandament de Patton, amb el 6è Regiment d'Infanteria en tres cotxes turisme Dodge va sorprendre tres dels homes de Villa durant una expedició de recollida de menjar, matant Julio Cárdenas i dos dels seus guàrdies. No estava clar si Patton va matar personalment algun dels homes, però se sabia que va ferir tots tres. L'incident va obtenir el favor de Patton per a Pershing i una àmplia atenció mediàtica com a "assassí de bandits". Poc després, va ser ascendit a tinent mentre formava part del 10è Regiment de Cavalleria el 23 de maig de 1916. Patton va romandre a Mèxic fins a finals d'any. El president Woodrow Wilson va prohibir a l'expedició dur a terme patrulles agressives més endins de Mèxic, de manera que va romandre acampada als estats fronterers mexicans durant gran part d'aquell temps. A l'octubre, Patton es va retirar breument a Califòrnia després de ser cremat per una làmpada de gas que va explotar. Va tornar de l'expedició definitivament el febrer de 1917.

## Primera Guerra Mundial

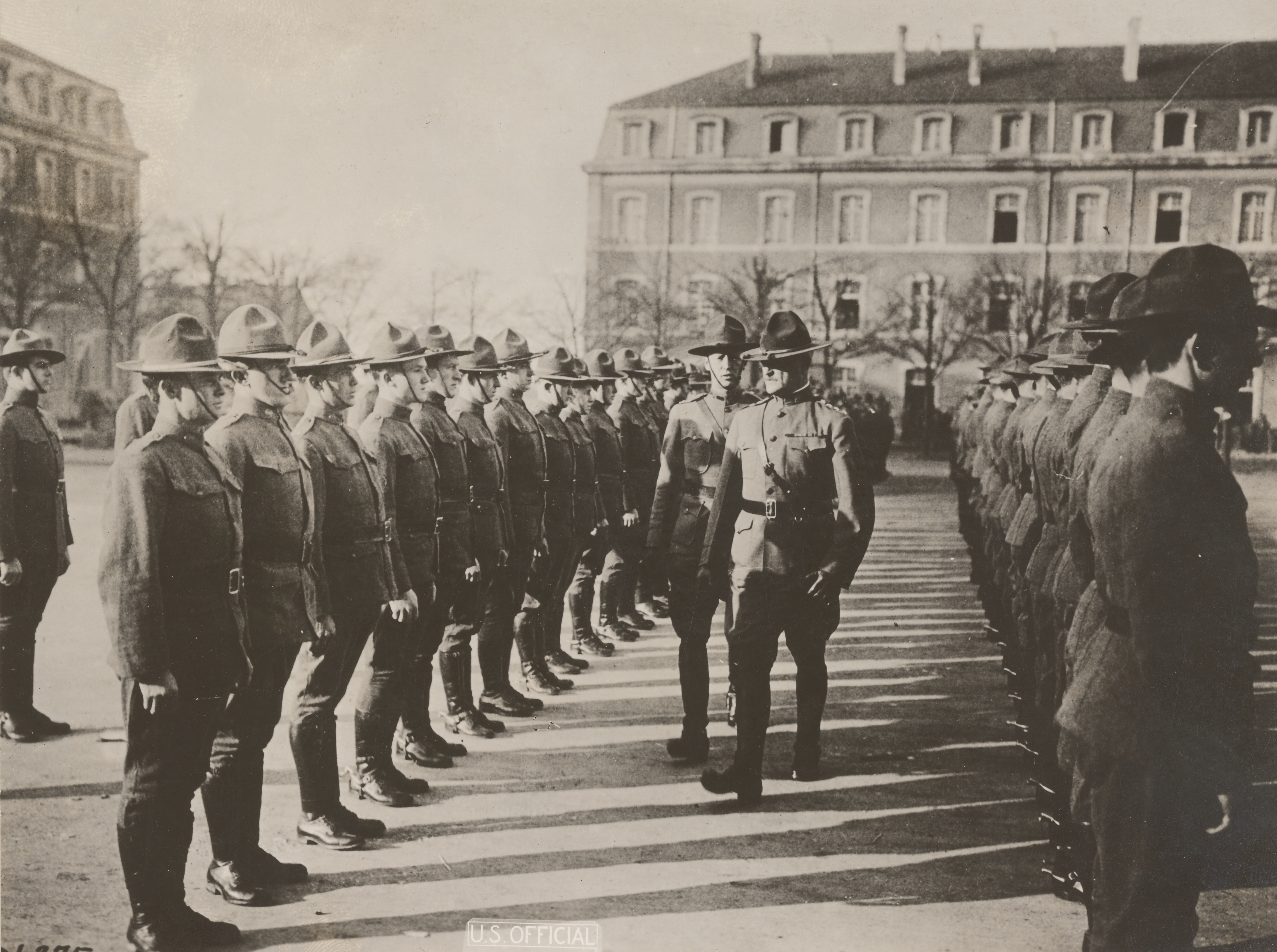
El Major General John J. Pershing, pel capità George S. Patton, inspeccionant els homes de la tropa del quarter general de Patton a la seu de les Forces Expedicionàries Americanes (AEF), Chaumont, França, 1917

Després de l'expedició a Villa, Patton va ser destinat a Front Royal, Virgínia, per supervisar l'adquisició de cavalls per a l'exèrcit, però Pershing va intervenir en nom seu. Després que els Estats Units entressin a la Primera Guerra Mundial, l'abril de 1917, i Pershing fos nomenat comandant de les Forces Expedicionàries Americanes (AEF) al  Front Occidental, Patton va sol•licitar unir-se al seu estat major. Patton va ser ascendit a capità el 15 de maig de 1917 i va marxar cap a Europa, entre els 180 homes del grup d'avantguarda de Pershing que van partir el 28 de maig i van arribar a Liverpool, Anglaterra, el 8 de juny. Assumit com a ajudant personal de Pershing, Patton va supervisar l'entrenament de les tropes americanes a París fins al setembre, després es va traslladar a Chaumont i va ser assignat com a ajudant de lloc, comandant la companyia del quarter general que supervisava la base. Patton no estava satisfet amb el càrrec i va començar a interessar-se pels tancs, ja que Pershing intentava donar-li el comandament d'un batalló d'infanteria. Mentre era a l'hospital per icterícia, Patton va conèixer el coronel Fox Conner, que el va animar a treballar amb tancs en lloc d'infanteria.
El 10 de novembre de 1917, Patton va ser assignat per establir l'Escola de Tancs Lleugers AEF. Va deixar París i es va presentar a l'escola d'entrenament de tancs de l'exèrcit francès a Champlieu, prop d'Orrouy, on va conduir un tanc lleuger Renault FT. El 20 de novembre, els britànics van llançar una ofensiva cap a l'important centre ferroviari de Cambrai, utilitzant un nombre sense precedents de tancs. Al final de la seva gira, l'1 de desembre, Patton va anar a Albert, a 48 km de Cambrai, per ser informat sobre els resultats d'aquest atac pel cap d'estat major del Cos de Tancs Britànic, el coronel J. F. C. Fuller. De camí de tornada a París, va visitar la fàbrica Renault per observar la fabricació de tancs francesos. Patton va ser ascendit a major el 26 de gener de 1918. Va rebre els primers deu tancs el 23 de març de 1918 a l'escola de tancs de Bourg, un petit poble a prop de Langres, al departament de l'Alta Marne. L'únic soldat nord-americà amb experiència en la conducció de tancs, Patton va fer fora personalment set dels tancs del tren. En el càrrec, Patton va entrenar tripulacions de tancs per operar en suport de la infanteria i va promoure la seva acceptació entre els oficials d'infanteria reticents. Va ser ascendit a tinent coronel el 3 d'abril de 1918 i va assistir a l'Escola de Comandament i Estat Major de Langres.

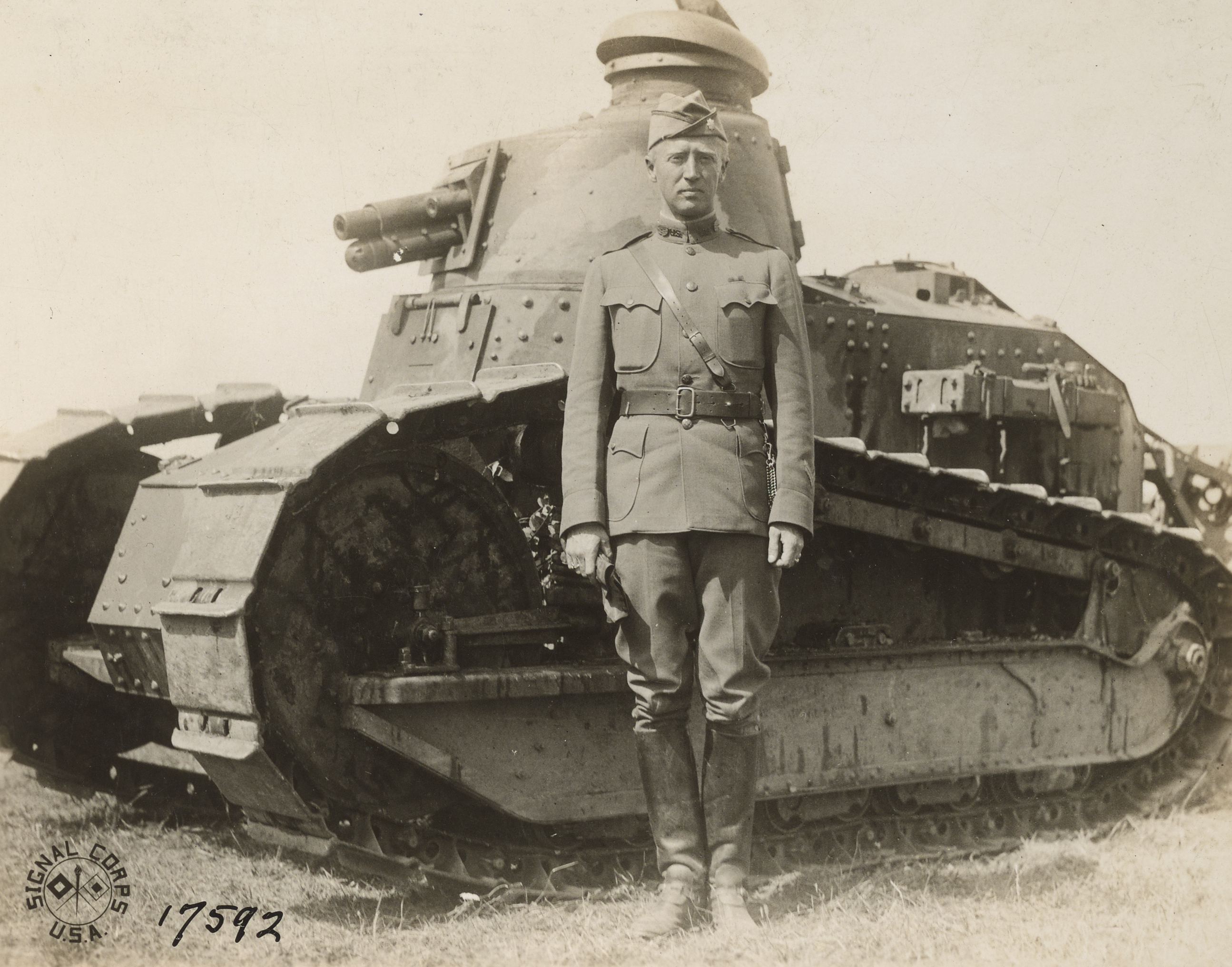
Patton a Bourg, França, el 1918 amb un tanc lleuger Renault FT.

L'agost de 1918, va ser posat al capdavant de la 1a Brigada Provisional de Tancs dels Estats Units (redesignada com a  304a Brigada de Tancs el 6 de novembre de 1918). La Brigada de Tancs Lleugers de Patton formava part del Cos de Tancs del coronel Samuel Rockenbach, que formava part del Primer Exèrcit americà.  Supervisant personalment la logística dels tancs en el seu primer ús en combat per part de les forces nord-americanes, i reconeixent ell mateix la zona objectiu per al seu primer atac, Patton va ordenar que no es rendís cap tanc nord-americà. Patton va comandar tancs Renault FT amb tripulació americana a la batalla de Saint-Mihiel , liderant els tancs des del front durant gran part del seu atac, que va començar el 12 de setembre. Va caminar davant dels tancs fins al poble d'Essey, controlat pels alemanys, i va cavalcar a sobre d'un tanc durant l'atac a Pannes, buscant inspirar els seus homes.
Mentre era fora del poble d'Essey, va tenir la seva primera trobada amb el general de brigada Douglas MacArthur, que aleshores comandava una brigada de la 42a Divisió "Arc de Sant Martí", que, amb només trenta-vuit anys, ja era un dels oficials més condecorats de l'AEF, i amb qui Patton serviria més tard en la seva carrera.
La brigada de Patton va ser traslladada per donar suport al I Cos per a la propera ofensiva Meuse-Argonne, que va començar el 26 de setembre. Ell personalment va dirigir una tropa de tancs a través d'una boira espessa mentre avançaven 8 km cap a les línies alemanyes. Cap a les 09:00, Patton va ser ferit mentre liderava sis homes i un tanc en un atac contra metralladores alemanyes prop de la ciutat de Cheppy. El seu ordenança, el soldat de primera classe Joe Angelo, va salvar Patton, per la qual cosa més tard va ser guardonat amb la Creu del Servei Distingit. Patton va comandar la batalla des d'un forat de projectil durant una hora més abans de ser evacuat. Tot i que la 35a Divisió (de la qual la tropa de tancs de Patton era un component) finalment va capturar Varennes, ho va fer amb grans pèrdues. Intentant fer avançar els seus tancs de reserva, Patton relata que podria haver matat un dels seus propis homes, afirmant: "Alguns dels meus tancs de reserva estaven atrapats per unes trinxeres. Així que vaig tornar enrere i vaig fer que uns americans que s'amagaven a les trinxeres cavessin un passatge. Crec que vaig matar un home aquí. No volia treballar, així que el vaig colpejar al cap amb una pala." 

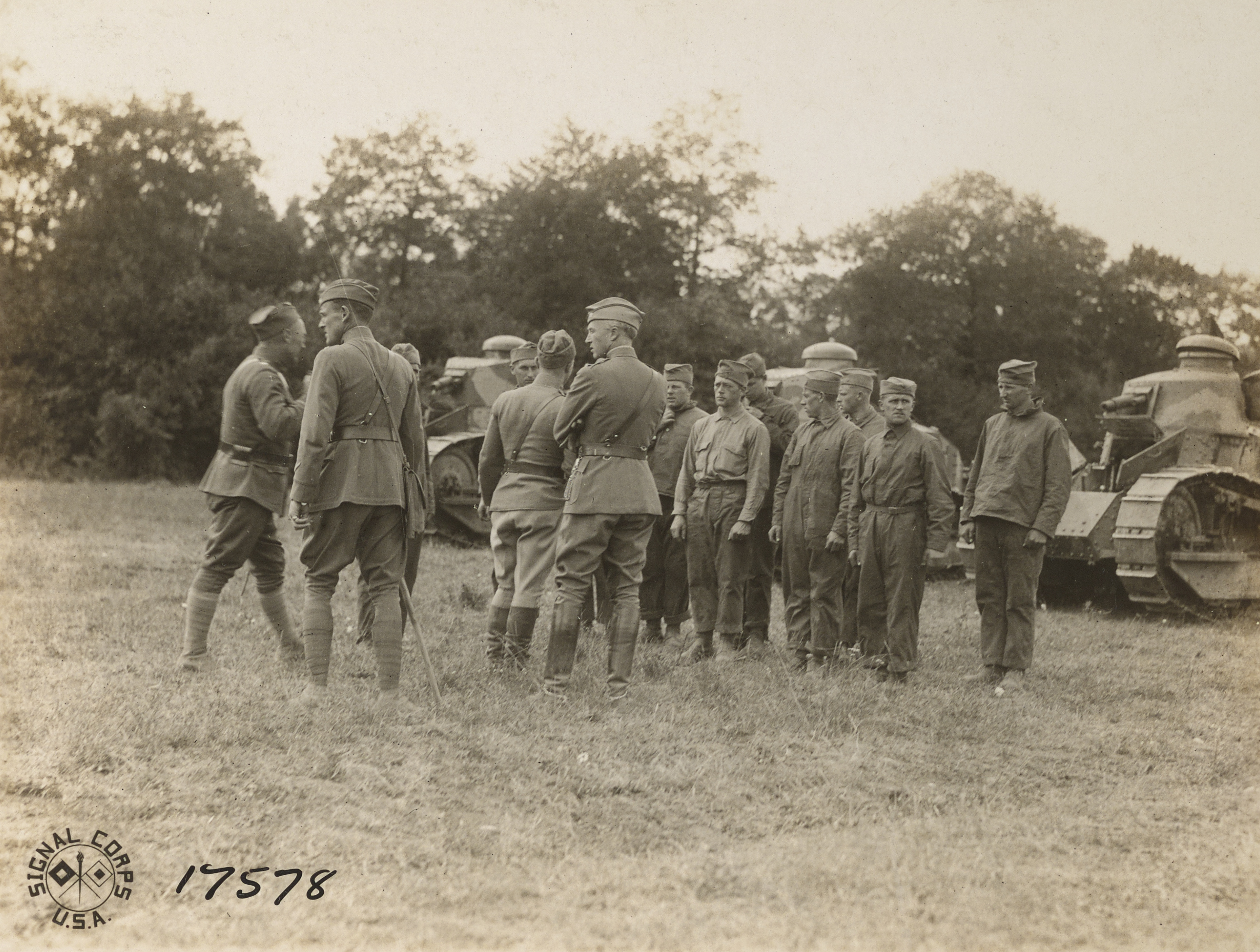
Escola del Cos de Tancs prop de Langres, França, 15 de juliol de 1918. La tripulació del tanc rebent instruccions dels oficials, d'esquerra a dreta: el capità Ranulf Compton, instructor en cap, i el tinent coronel George S. Patton (al centre, d'esquena a la càmera), l'oficial al comandament.

Patton es va aturar en un lloc de comandament posterior per presentar el seu informe abans d'anar a un hospital. Sereno E. Brett, comandant del 326è Batalló de Tancs dels Estats Units, va prendre el comandament de la brigada en absència de Patton. Patton va escriure en una carta a la seva dona: "La bala va entrar a la part davantera de la meva cama esquerra i va sortir just a l'esquerda del meu cul, a uns cinc centímetres a l'esquerra del meu recte. Va ser disparada a uns 50 m [160 peus], de manera que va fer un forat de la mida d'un dòlar [de plata] per on va sortir."
Mentre es recuperava de la seva ferida, Patton va ser ascendit a coronel temporal del Cos de Tancs de l'Exèrcit Nacional dels Estats Units el 17 d'octubre. Va tornar al servei el 28 d'octubre, però no va participar en cap altra acció abans que les hostilitats acabessin el dia del seu 33è aniversari amb l'armistici de l'11 de novembre de 1918 . Per les seves accions a Cheppy, Patton va rebre l'Estrella de Plata que més tard va ser ascendida a la Creu del Servei Distingit. La citació de la medalla deia:
| « | El president dels Estats Units d'Amèrica, autoritzat per la Llei del Congrés del 9 de juliol de 1918, té el plaer de lliurar la Creu del Servei Distingit al coronel (blindat) George Smith Patton, Jr. (ASN: 0-2605), Exèrcit dels Estats Units, per un heroisme extraordinari en acció mentre servia amb el Cos de Tancs, AEF, prop de Cheppy, França, el 26 de setembre de 1918. El coronel Patton va mostrar un coratge, serenitat, energia i intel•ligència conspicus en dirigir l'avanç de la seva brigada per la vall de l'Aire. Més tard, va reunir una força d'infanteria desorganitzada i la va conduir cap endavant, darrere dels tancs, sota el foc intens de metralladores i artilleria fins que va ser ferit. Incapaç d'avançar més, el coronel Patton va continuar dirigint les operacions de la seva unitat fins que es van completar tots els arranjaments per al traspàs del comandament. | » |

Pel seu lideratge de la brigada de tancs i l'escola de tancs, va ser guardonat amb la Medalla del Servei Distingit a l'Exèrcit, la citació de la qual diu:
| « | El president dels Estats Units d'Amèrica, autoritzat per la Llei del Congrés del 9 de juliol de 1918, té el plaer de lliurar la Medalla al Servei Distingit de l'Exèrcit al coronel (Cos de Tancs) George Smith Patton, Jr. (ASN: 0-2605), Exèrcit dels Estats Units, per serveis excepcionalment meritoris i distingits al govern dels Estats Units, en un deure de gran responsabilitat durant la Primera Guerra Mundial. Per la seva energia i bon judici, el coronel Patton va prestar serveis molt valuosos en la seva organització i direcció del Centre de Tancs a les escoles de l'exèrcit de Langres, França. En l'ús de les tropes del Cos de Tancs en combat, va demostrar alts assoliments militars, zel i una marcada adaptabilitat en una forma de guerra relativament nova per a l'exèrcit americà. | » |

A més, també va ser guardonat amb el Cor Porpra per les seves ferides de combat després que la condecoració fos creada el 1932.
L'11 de novembre de 1918 va acabar la Primera Guerra Mundial. Durant els mesos i anys següents, Patton va estar obsessionat per la seva experiència al Mosa-Argonne. Tot i que va sortir de la guerra amb honors i aclamacions, l'any 1918 va passar factura i el preu va ser realment alt. Contràriament a la seva imatge de noi dur, Patton va quedar profundament afectat per l'horror de la guerra i va patir estrès posttraumàtic. El que havia estat una eufòria al camp de batalla es va convertir en la gran decepció que és tan comuna entre els soldats que han estat en combat.

## Anys d'entreguerres

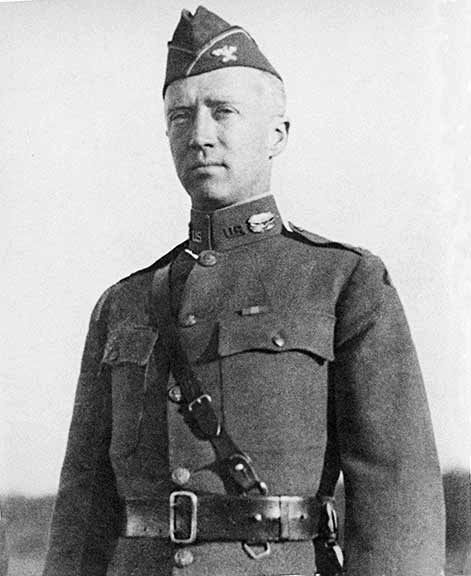
Patton com a coronel temporal a Camp Meade, Maryland, 1919

Patton va deixar França cap a la ciutat de Nova York el 2 de març de 1919. Després de la guerra, va ser assignat a Camp Meade, Maryland, i va tornar al seu rang permanent de capità el 30 de juny de 1920, tot i que va ser ascendit a major de nou l'endemà. Aquell any, Patton va rebre un servei temporal a Washington DC per formar part d'un comitè que escrivia un manual sobre operacions de tancs. Durant aquest temps, va desenvolupar la creença que els tancs no s'havien d'utilitzar com a suport d'infanteria, sinó com a força de combat independent. Patton va donar suport al disseny M1919 creat per J. Walter Christie, un projecte que es va arxivar per consideracions financeres.  Mentre estava de servei a Washington DC el 1919, Patton va conèixer Dwight D. Eisenhower, el qual tindria un paper enorme en la futura carrera de Patton. Durant i després de la seva assignació a Hawaii, ell i Eisenhower es van cartejar amb freqüència. Patton va enviar notes i ajuda per ajudar Eisenhower a graduar-se del General Staff College.{{sfn|Axelrod|2006|pp=65–66 Amb Christie, Eisenhower i un grapat d'altres oficials, Patton va impulsar un major desenvolupament de la guerra blindada durant l'era d'entreguerres. Aquests pensaments van ressonar amb el secretari de Guerra Dwight Davis, però el pressupost militar limitat i la prevalença de branques d'infanteria i cavalleria ja establertes van significar que els Estats Units no desenvoluparien gaire el seu cos blindat fins al 1940.
El 30 de setembre de 1920, el llavors major Patton va renunciar al comandament de la 304a Brigada de Tancs i va ser reassignat a Fort Myer com a comandant del 3r Esquadró, 3r de Cavalleria.  Detestant el deure com a oficial d'estat major en temps de pau, va passar molt de temps escrivint articles tècnics i fent discursos sobre les seves experiències de combat a l'Acadèmia de l'Estat Major General.
El juliol de 1921, Patton es va inscriure al lloc número 19 del Cos de Tancs de la Legió Americana . El major Patton va dirigir els esforços de rescat després que la tempesta de neu del gener de 1922 destruís el teatre Knickerbocker a Washington DC De 1922 a mitjans de 1923 va assistir al Curs d'Oficials de Camp a l'Escola de Cavalleria de Fort Riley, i després va assistir al Col•legi de Comandament i Estat Major General de mitjans de 1923 a mitjans de 1924, graduant-se en el lloc 25 de 248. L'agost de 1923, Patton va salvar diversos nens d'ofegar-se quan van caure d'un iot durant un viatge en vaixell a Salem, Massachusetts. Va ser guardonat amb la Medalla per Salvar Vides de Plata de Plata per aquesta acció. Va ser nomenat temporalment al Cos de l'Estat Major General a Boston, Massachusetts, abans de ser reassignat com a G-1 i G-2 de la Divisió Hawaiana a Schofield Barracks a Honolulu el març de 1925.
Patton va ser nomenat G-3 de la Divisió Hawaiana durant diversos mesos, abans de ser transferit el maig de 1927 a l'Oficina del Cap de Cavalleria a Washington, DC, on va començar a desenvolupar els conceptes de la guerra mecanitzada. Un experiment de curta durada per fusionar infanteria, cavalleria i artilleria en una força d'armes combinades es va cancel•lar després que el Congrés retirés el finançament. Patton va deixar aquest càrrec el 1931, va tornar a Massachusetts i va assistir a l'Acadèmia de Guerra de l'Exèrcit, convertint-se en un "Graduat Distingit" el juny de 1932.
El juliol de 1932, Patton (encara major) era oficial executiu del  3r de Cavalleria, que va ser destinat a Washington pel cap de l'Estat Major de l'Exèrcit, el general Douglas MacArthur. Patton va prendre el comandament dels 600 soldats del 3r de Cavalleria, i el 28 de juliol, MacArthur va ordenar a les tropes de Patton que avancessin sobre els veterans protestants coneguts com l'"Exèrcit Bonificat" amb gas lacrimogen i baionetes. Patton no estava satisfet amb la conducta de MacArthur, ja que reconeixia la legitimitat de les queixes dels veterans i ell mateix s'havia negat anteriorment a emetre l'ordre d'emprar la força armada per dispersar els veterans. Patton va declarar més tard que, tot i que trobava el deure "molt desagradable", també sentia que reprimir els manifestants impedia una insurrecció i salvava vides i propietats. Personalment, va dirigir la 3a Cavalleria per l'avinguda Pennsylvania, dispersant els manifestants. Patton també es va trobar amb el seu antic ordenança, Joe Angelo, com un dels manifestants i li va ordenar que marxés per la força, per por que aquesta reunió pogués ser notícia.
Patton va ser ascendit a tinent coronel de l'exèrcit regular l'1 de març de 1934 i va ser transferit a la Divisió Hawaiana a principis de 1935 per servir com a G-2. Durant aquest càrrec, Patton va tenir una disputa amb el seu comandant, Hugh Aloysius Drum, un altre protegit de Pershing. En un partit de polo en què jugava Patton, Drum era entre els espectadors i va renyar Patton pel seu ús de blasfèmies iràcies durant el partit. Els jugadors civils, que eren membres de l'elit rica de Hawaii en termes amistosos amb l'igualment ric i elitista Patton, van humiliar Drum defensant Patton. Patton va seguir la creixent hostilitat i les aspiracions de conquesta dels líders militants japonesos. Va escriure un pla per internar els japonesos que vivien a les illes en cas d'un atac com a resultat de les atrocitats comeses pels soldats japonesos contra els xinesos a la guerra sinojaponesa. El 1937 va escriure un article titulat "Sorpresa" que preveia, amb el que D'Este va anomenar "precisió esgarrifosa", un atac sorpresa dels japonesos a Hawaii. Deprimit per la manca de perspectives de nous conflictes, Patton va començar a beure molt i presumptament va començar una breu aventura amb la seva neboda de 21 anys, Jean Gordon. Aquesta suposada aventura va angoixar la seva dona i gairebé va provocar la seva separació. Es diu que els intents de Patton per recuperar-la van ser dels pocs casos en què va mostrar voluntàriament remordiment o submissió.
Patton va continuar jugant a polo i a navegar durant aquest temps. Després de tornar a Los Angeles per una excedència el 1937, un cavall el va donar una puntada de peu i es va fracturar la cama. Patton va desenvolupar flebitis a causa de la lesió, que gairebé el va matar. L'incident gairebé va obligar Patton a abandonar el servei actiu, però una assignació administrativa de sis mesos al Departament Acadèmic de l'Escola de Cavalleria de Fort Riley el va ajudar a recuperar-se. Patton va ser ascendit a coronel el 24 de juliol de 1938 i se li va assignar el comandament del 5è de Cavalleria a Fort Clark, Texas, durant sis mesos, un càrrec que li agradava molt, però va ser reassignat a Fort Myer de nou al desembre com a comandant del 3r de Cavalleria. Allà va conèixer el sotscap de l'Estat Major de l'exèrcit, George C. Marshall, que va quedar tan impressionat amb ell que Marshall va considerar Patton un candidat ideal per a l'ascens a general. En temps de pau, però, continuaria sent coronel per seguir sent elegible per comandar un regiment. Quan Malin Craig es va retirar com a Cap de l'Estat Major el 1939, Drum era un candidat per succeir-lo.  Drum desitjava el càrrec prou desesperadament com per deixar de banda la seva disputa amb Patton i demanar-li que intercedís davant del retirat però encara influent Pershing. Malgrat aquests esforços, Drum va ser rebutjat en favor de Marshall.
Patton tenia una goleta personal anomenada When and If. La goleta va ser dissenyada pel famós arquitecte naval John G. Alden i construïda el 1939. El nom de la goleta prové de Patton dient que la navegaria "quan i si" tornés de la guerra.

## Segona Guerra Mundial
Després de la invasió de Polònia per part de l'exèrcit alemany i l'esclat de la Segona Guerra Mundial a Europa el setembre de 1939, l'exèrcit nord-americà va entrar en un període de mobilització, i el coronel Patton va intentar augmentar el poder de les forces blindades nord-americanes. Durant les maniobres que el Tercer Exèrcit va dur a terme el 1940, Patton va servir com a àrbitre, on va conèixer Adna R. Chaffee Jr. i tots dos van formular recomanacions per desenvolupar una força blindada. Chaffee va ser nomenat comandant d'aquesta força, i va crear la 1a i 2a Divisions Blindades, així com la primera doctrina d'armes combinades. Va nomenar Patton comandant de la 2a Brigada Blindada, que formava part de la 2a Divisió Blindada. La divisió era una de les poques organitzades com una formació pesada amb molts tancs, i Patton estava a càrrec del seu entrenament.
Patton va ser ascendit a general de brigada el 2 d'octubre, nomenat comandant de divisió en funcions al novembre quan Charles L. Scott va assumir el comandament del I Cos Blindat, i el 4 d'abril de 1941 va ser ascendit de nou a major general com a General Comandant (CG) de la 2a Divisió Blindada. Quan Chaffee va deixar el comandament del I Cos Blindat, Patton es va convertir en la figura més destacada de la doctrina blindada dels Estats Units. El desembre de 1940, va organitzar un exercici massiu d'alt perfil en què 1.000 tancs i vehicles van ser conduïts des de Columbus, Geòrgia, fins a  Panama City, Florida, i tornada. Va repetir l'exercici amb tota la seva divisió de 1.300 vehicles el mes següent. Patton va obtenir una llicència de pilot i, durant aquestes maniobres, va observar els moviments dels seus vehicles des de l'aire per trobar maneres de desplegar-los eficaçment en combat. Les seves gestes li van valer un lloc a la portada de la revista Life.
El general Patton va dirigir la divisió durant les Maniobres de Tennessee al juny de 1941, i va ser lloat pel seu lideratge, executant 48 hores d'objectius planificats en només nou. Durant les Maniobres de Louisiana de setembre, la seva divisió va formar part de l'Exèrcit Roig perdedor a la Fase I, però a la Fase II va ser assignada a l'Exèrcit Blau. La seva divisió va executar una cursa de 640 km al voltant de l'Exèrcit Roig i va "capturar"  Shreveport, Louisiana. Durant les Maniobres de Carolina d'octubre-novembre, la divisió de Patton va capturar el llavors tinent general Drum, que servia com a comandant de l'exèrcit contrari. El general va quedar molt avergonyit i va esdevenir objecte de burla. Després que els soldats del batalló d'Isaac D. White detinguessin Drum, els àrbitres de l'exercici van dictaminar que les circumstàncies no haurien succeït en combat, per la qual cosa se li va permetre tornar al seu quarter general, permetent que l'exercici continués i que Drum salvés la cara.  Malgrat les accions dels àrbitres, l'incident va indicar als alts càrrecs que Hugh Drum potser no estava preparat per comandar grans cossos de tropes en les condicions modernes del camp de batalla a què s'enfrontaria l'exèrcit a la Segona Guerra Mundial, per la qual cosa no va ser considerat per al comandament de camp.
El 15 de gener de 1942, poques setmanes després de l'entrada dels Estats Units a la Segona Guerra Mundial, va succeir a Scott com a comandant del I Cos Blindat, i el mes següent va establir el Centre d'Entrenament del Desert  a la regió de la Vall de Coachella, al comtat de Riverside, a Califòrnia, per dur a terme exercicis d'entrenament. Va començar aquests exercicis a finals de 1941 i els va continuar fins a l'estiu de 1942. Patton va triar una extensió de 40 km² de zona desèrtica a uns 80 km al sud-est de Palm Springs. Des dels seus primers dies com a comandant, Patton va emfatitzar fermament la necessitat que les forces blindades es mantinguessin en contacte constant amb les forces enemigues. La seva preferència instintiva pel moviment ofensiu es va caracteritzar per una resposta que Patton va donar als corresponsals de guerra en una roda de premsa del 1944. En resposta a una pregunta sobre si la ràpida ofensiva del Tercer Exèrcit a través de França s'havia de frenar per reduir el nombre de baixes nord-americanes, Patton va respondre: "Sempre que frenes alguna cosa, malgastes vides humanes". Va ser per aquesta època que un periodista, després d'escoltar un discurs on Patton va dir que calia "sang i cervell" per guanyar en combat, va començar a anomenar-lo "sang i collons" (Blood and guts). El sobrenom el perseguiria durant la resta de la seva vida. Se sabia que els soldats sota el seu comandament de vegades deien en broma: "la nostra sang, els seus collons". No obstant això, se sabia que era àmpliament admirat pels homes sota el seu càrrec.

### Campanya del nord d'Àfrica
Sota el comandament del tinent general Dwight D. Eisenhower, el comandant suprem aliat, Patton va ser assignat per ajudar a planificar la invasió aliada del nord d'Àfrica francesa com a part de l'operació Torxa a l'estiu de 1942. Patton va comandar la Força de Tasques Occidental, formada per 33.000 homes en 100 vaixells, en desembarcaments centrats a Casablanca, Marroc. Els desembarcaments, que van tenir lloc el 8 de novembre de 1942, van rebre l'oposició de les forces franceses de Vichy, però els homes de Patton van guanyar ràpidament un cap de platja i van superar una resistència ferotge. Casablanca va caure l'11 de novembre i Patton va negociar un armistici amb el general francès Charles Noguès.  El sultà del Marroc va quedar tan impressionat que va lliurar a Patton l'Oorde d'Ouissam Alauita, amb la citació " Les Lions dans leurs tanières tremblent en le voyant approcher " (Els lleons als seus caus tremolen quan el veuen apropar-se). Patton va supervisar la conversió de Casablanca en un port militar i va acollir la Conferència de Casablanca el gener de 1943.
El 6 de març de 1943, després de la derrota del II Cos per l'Afrika Korps alemany, comandat pel Generalfeldmarschall Erwin Rommel, a la Batalla del Pas de Kasserine, Patton va substituir el major general Lloyd Fredendall com a comandant general del II Cos i va ser ascendit a tinent general. Poc després, va reassignar el major general Omar Bradley al seu cos com a comandant adjunt. Amb ordres de posar en acció la formació malmesa i desmoralitzada en 10 dies, Patton va introduir immediatament canvis radicals, ordenant a tots els soldats que portessin uniformes nets, planxats i complets, establint horaris rigorosos i exigint una adherència estricta al protocol militar. Es movia contínuament per tot el comandament parlant amb els homes, intentant convertir-los en soldats eficaços. Els pressionava molt i intentava recompensar-los bé pels seus èxits.  El seu estil de lideratge inflexible queda demostrat per les seves ordres d'atacar una posició a un turó prop de Gafsa, en què va acabar dient, segons sembla: "Espero veure tantes baixes entre els oficials, especialment entre els oficials de l'estat major, que em convenceran que s'ha fet un esforç seriós per aconseguir aquest objectiu."
L'entrenament de Patton va ser eficaç, i el 17 de març, la 1a divisió d'infanteria va prendre Gafsa participant en la indecisa batalla d'El Guettar, i fent retrocedir dues vegades una força blindada alemanya i italiana. Mentrestant, el 5 d'abril, va destituir el major general Orlando Ward, comandant de la 1a divisió blindada, després de la seva mediocre actuació a Maknassy contra forces alemanyes numèricament inferiors. Avançant cap a Gabès, el cos de Patton va pressionar la Línia Mareth. Durant aquest temps, va informar al general britànic Sir Harold Alexander, comandant del 18è Grup d'Exèrcits, i va entrar en conflicte amb el vicemariscal de l'aire Sir Arthur Coningham sobre la manca de suport aeri proper que es proporcionava a les seves tropes. Quan la seva força va arribar a Gabès, els alemanys l'havien abandonat. Aleshores va cedir al comandament del II Cos a Bradley i va tornar al I Cos Blindat a Casablanca per ajudar a planificar l'Operació Husky, la invasió aliada de Sicília. Per por que les tropes nord-americanes quedessin marginades, va convèncer els comandants britànics que els permetessin continuar lluitant fins al final de la campanya de Tunísia abans de marxar en aquesta nova missió.

### La Campanya de Sicília
Per a l'Operació Husky, la invasió de Sicília, Patton havia de comandar el Setè Exèrcit dels Estats Units, anomenat la Força de Tasques Occidental, en els desembarcaments a Gela, Scoglitti i Licata per donar suport als desembarcaments del Vuitè Exèrcit britànic del general Sir Bernard Montgomery. El I Cos Blindat de Patton va ser oficialment rebatejat com a Setè Exèrcit just abans que la seva força de 90.000 homes desembarqués abans de l'alba del Dia D, el 10 de juliol de 1943, a les platges properes a la ciutat de Licata. L'armada es va veure obstaculitzada pel vent i el clima, però malgrat això les tres divisions d'infanteria nord-americanes implicades, la 3a, la 1a i la 45a, van assegurar les seves respectives platges. Després van repel•lir els contraatacs a Gela, on Patton va dirigir personalment les seves tropes contra els reforços alemanys de la Divisió Hermann Göring.
Inicialment ordenat protegir el flanc esquerre de les forces britàniques, Alexander va concedir permís a Patton per prendre Palerm després que les forces de Montgomery s'encallessin a la carretera cap a Messina. Com a part d'un cos provisional sota el comandament del major general Geoffrey Keyes, la 3a Divisió d'Infanteria sota el comandament del major general Lucian Truscott va cobrir 160 km en 72 hores, arribant a Palerm el 21 de juliol. Patton va posar llavors la seva mirada a Messina. Va intentar un assalt amfibi, però es va retardar per la manca de llanxes de desembarcament, i les seves tropes no van desembarcar a Santo Stefano fins al 8 d'agost, moment en què els alemanys i els italians ja havien evacuat el gruix de les seves tropes a la Itàlia continental. Va ordenar més desembarcaments el 10 d'agost per part de la 3a Divisió d'Infanteria, que va patir moltes baixes però va fer retrocedir les forces alemanyes i va accelerar l'avanç sobre Messina. Un tercer desembarcament es va completar el 16 d'agost, i a les 22:00 d'aquell dia Messina va caure en mans de les seves forces. Al final de la batalla, el Setè Exèrcit, format per 200.000 homes, havia patit 7.500 baixes, havia matat o capturat 113.000 soldats de l'Eix i havia destruït 3.500 vehicles. Tot i això, 40.000 soldats alemanys i 70.000 italians van escapar a Itàlia amb 10.000 vehicles.
La conducta de Patton en aquesta campanya va generar diverses controvèrsies. També va estar sovint en desacord amb Terry de la Mesa Allen Sr. i Theodore Roosevelt Jr., tot i que sovint després, per al seu alleujament, cedia d'acord amb el punt de vista de Bradley.
Quan Alexander va enviar una transmissió el 19 de juliol limitant l'atac de Patton sobre Messina, el seu cap d'estat major, el general de brigada Hobart R. Gay, va afirmar que el missatge es va "perdre en la transmissió" fins que Messina va caure.
En un incident el 22 de juliol, mentre una columna blindada nord-americana estava sent atacada per avions alemanys, va disparar i matar un parell de mules que s'havien aturat mentre estiraven un carro per un pont. El carro estava bloquejant el pas de la columna. Quan el seu propietari sicilià va protestar, Patton el va atacar amb un bastó i va fer que les seves tropes empenyessin els dos cadàvers de mules fora del pont.
Quan va ser informat de la massacre de presoners de Biscari, que va ser perpetrada per tropes sota el seu comandament, Patton va escriure al seu diari: "Li vaig dir a Bradley que probablement era una exageració, però que en qualsevol cas digués a l'oficial que certifiques que els morts eren franctiradors o que havien intentat escapar o alguna cosa així, ja que causaria mala fama a la premsa i també enfadaria els civils. De totes maneres, són morts, així que no es pot fer res al respecte". Bradley va rebutjar els suggeriments de Patton. Patton va canviar d'opinió més tard. Després de saber que l'inspector general de la 45a Divisió no va trobar "cap provocació per part dels presoners... Havien estat massacrats", es diu que Patton va dir: "Jutgeu aquests bastards."
Dos soldats van ser jutjats per la massacre de Biscari, i tots dos van al•legar en la seva defensa que actuaven sota ordres de Patton de no fer presoners si els combatents enemics continuaven resistint a menys de dos-cents metres de la seva posició. El major general Everett Hughes, un vell amic de Patton, el va defensar, afirmant que Patton no havia "cap moment defensat la destrucció de presoners de guerra sota cap circumstància".  James J. Weingartner argumenta que la innocència de Patton en incitar a la violència contra els presoners de guerra és incerta, afirmant que
| « | El testimoni de múltiples testimonis va indicar més enllà de tot dubte raonable que Patton havia instat a matar les tropes enemigues que continuaven resistint a curta distància, fins i tot si oferien rendir-se. Patton probablement desitjava que les seves tropes neguessin quarter o es neguessin a acceptar la rendició dels combatents enemics que continuaven resistint a curta distància, cosa que en si mateixa era una violació de les lleis de la guerra (tot i que era una pràctica habitual) al segle xx, però no hauria de sorprendre que alguns nord-americans concloguessin que estaven autoritzats a matar soldats enemics decidits després d'haver-se posat sota el control americà. | » |

No es va prendre cap mesura oficial contra Patton per cap complicitat en la massacre.

#### Els incidents de les bufetades i conseqüències
Dos incidents d'alt perfil en què Patton va atacar subordinats durant la campanya de Sicília van generar controvèrsia nacional després del final de la campanya. El 3 d'agost de 1943, Patton va bufetejar i insultar verbalment el soldat Charles H. Kuhl en un hospital d'evacuació a Nicòsia després que es descobrís que patia "fatiga de batalla".  El 10 d'agost, Patton va bufetejar el soldat Paul G. Bennett en circumstàncies similars. Ordenant als dos soldats que tornessin a les línies del front, Patton va criticar la covardia i va donar ordres als seus comandants perquè disciplinessin qualsevol soldat que fes queixes similars.
La notícia de l'incident va arribar a Eisenhower, que va reprendre en privat Patton i va insistir que es disculpés. Patton va demanar disculpes a tots dos soldats individualment, així com als metges que van presenciar els incidents, i més tard a tots els soldats sota el seu comandament en diversos discursos. Eisenhower va reprimir l'incident als mitjans de comunicació, però al novembre el periodista Drew Pearson ho va revelar al seu programa de ràdio. Les crítiques a Patton als Estats Units van ser dures i van incloure membres del Congrés i exgenerals, entre ells Pershing. Les opinions del públic en general van seguir sent diverses sobre el tema, i finalment el secretari de Guerra Henry L. Stimson va declarar que Patton havia de ser mantingut com a comandant per la necessitat del seu "lideratge agressiu i guanyador en les amargues batalles que vindran abans de la victòria fina."
Patton no va comandar cap força en combat durant 11 mesos. Al setembre, Bradley, que era més jove que Patton tant en rang com en experiència, va ser seleccionat per comandar el Primer Exèrcit dels Estats Units que es formava a Anglaterra per preparar-se per a l'Operació Overlord. Aquesta decisió s'havia pres abans que els incidents de bufetades es fessin públics, però Patton els va culpar per haver-li denegat el comandament. Eisenhower considerava que la invasió d'Europa era massa important per arriscar-se a qualsevol incertesa, i que els incidents de bufetades havien estat un exemple de la incapacitat de Patton per exercir disciplina i autocontrol. Si bé Eisenhower i Marshall consideraven Patton un comandant de combat hàbil, consideraven que Bradley era menys impulsiu i menys propens a cometre errors. El 26 de gener de 1944, Patton va rebre formalment el comandament del Tercer Exèrcit a Anglaterra, un exèrcit de campanya recentment format, i va ser assignat per preparar els seus soldats inexperts per al combat a Europa. Aquesta tasca va mantenir Patton ocupat durant la primera meitat de 1944.

### L'Exèrcit Fantasma
L'Alt Comandament alemany tenia més respecte per Patton que per qualsevol altre comandant aliat i el considerava central en qualsevol pla per envair Europa des d'Anglaterra. A causa d'això, Patton va ser nomenat una figura destacada en el pla d'engany Operació Fortitude durant la primera meitat de 1944. A través de la xarxa britànica d'agents dobles, els aliats van alimentar la intel•ligència alemanya amb un flux constant d'informes falsos sobre albiraments de tropes i que Patton havia estat nomenat comandant del Primer Grup d'Exèrcits dels Estats Units (FUSAG), tot dissenyat per convèncer els alemanys que Patton estava preparant aquest comandament massiu per a una invasió al Pas de Calais. El FUSAG era en realitat un exèrcit fictici intricadament construït amb esquers, utillatge i trànsit de senyals de ràdio falsos amb base al voltant de Dover per enganyar els avions de reconeixement alemanys i fer creure als líders de l'Eix que una gran força s'hi concentrava. Això va ajudar a emmascarar la ubicació real de la invasió a Normandia. Patton va rebre l'ordre de mantenir un perfil baix per enganyar els alemanys i fer-los creure que era a Dover durant principis de 1944, quan en realitat estava entrenant el Tercer Exèrcit. Com a resultat de l'Operació Fortitude, el 15è Exèrcit alemany va romandre al Pas de Calais per defensar-se del suposat atac de Patton. La seva convicció que aquesta era la principal zona de desembarcament era tan forta que l'exèrcit alemany va mantenir la seva posició allà fins i tot després de la invasió de Normandia el 6 de juny de 1944, creient que era una força de diversió. Patton va volar a França un mes després i després va tornar al comandament de combat

### Ofensiva de ruptura de Normandia
Navegant cap a Normandia durant tot el juliol, el Tercer Exèrcit de Patton es va formar a l'extrem dret (oest) de les forces terrestres aliades, i va entrar en funcionament al migdia de l'1 d'agost de 1944, sota el Dotzè Grup d'Exèrcits de Bradley . El Tercer Exèrcit va atacar simultàniament cap a l'oest, cap a Bretanya, al sud, cap a l'est, cap al Sena, i cap al nord, ajudant a atrapar diversos centenars de milers de soldats alemanys a la bossa de Falaise, entre Falaise i Argentan .
L'estratègia de Patton amb el seu exèrcit afavoria la velocitat i l'acció ofensiva agressiva, tot i que les seves forces van veure menys oposició que els altres tres exèrcits de campanya aliats durant les primeres setmanes del seu avanç. El Tercer Exèrcit normalment emprava unitats d'exploració avançades per determinar la força i les posicions enemigues. L'artilleria autopropulsada es movia amb les unitats de punta de llança i estava situada molt avançada, a punt per atacar posicions alemanyes protegides amb foc indirecte. Avions lleugers com el Piper L-4 Cub servien com a observadors d'artilleria i proporcionaven reconeixement aeri. Un cop localitzada, la infanteria blindada atacava utilitzant tancs com a suport d'infanteria. Altres unitats blindades trencaven les línies enemigues i explotaven qualsevol bretxa posterior, pressionant constantment les forces alemanyes en retirada per evitar que es reagrupessin i reformessin una línia defensiva cohesionada. Els blindats nord-americans van avançar utilitzant el reconeixement per foc, i la metralladora pesada M2 Browning de calibre .50 va resultar eficaç en aquest paper, sovint eliminant i matant equips de panzerfaust alemanys que esperaven en una emboscada, així com trencant els assalts d'infanteria alemanya contra la infanteria blindada.
La velocitat de l'avanç va obligar les unitats de Patton a dependre en gran mesura del reconeixement aeri i el suport aeri tàctic. El Tercer Exèrcit tenia molts més oficials d'intel·ligència (G-2) al quarter general designats específicament per coordinar els atacs aeris que qualsevol altre exèrcit. El seu grup de suport aeri proper adjunt era el XIX Comandament Aeri Tàctic, comandat pel general de brigada Otto P. Weyland. Desenvolupada originalment pel general Elwood Quesada del IX Comandament Aeri Tàctic per al Primer Exèrcit a l'Operació Cobra, la tècnica de "cobertura de columna blindada", en què el suport aeri proper era dirigit per un controlador de trànsit aeri en un dels tancs d'atac, va ser utilitzada àmpliament pel Tercer Exèrcit. Cada columna estava protegida per una patrulla permanent de tres a quatre caçabombarders P-47 i P-51 com a patrulla aèria de combat (CAP).
En el seu avanç des d'Avranches fins a Argentan, el Tercer Exèrcit va recórrer 97 km en només dues setmanes. La força de Patton es va complementar amb la intel·ligència Ultra, de la qual rebia instruccions diàries del seu G-2, el coronel Oscar Koch, que l'informava dels contraatacs alemanys i on concentrar les seves forces. Igualment important per a l'avanç de les columnes del Tercer Exèrcit al nord de França va ser el ràpid avanç dels esglaons de subministrament. La logística del Tercer Exèrcit va ser supervisada pel coronel Walter J. Muller, el G-4 de Patton, que va emfatitzar la flexibilitat, la improvisació i l'adaptació dels esglaons de subministrament del Tercer Exèrcit perquè les unitats avançades poguessin explotar ràpidament un gran avenç. El ràpid viatge de Patton a Lorena va demostrar el seu gran apreci pels avantatges tecnològics de l'exèrcit dels Estats Units. Els principals avantatges dels Estats Units i dels aliats eren la mobilitat i la superioritat aèria. L'exèrcit dels Estats Units tenia més camions, tancs més fiables i millors comunicacions per ràdio, tot això contribuint a una capacitat superior per operar a un ritme ofensiu ràpid.

### Campanya de Lorena
El Tercer Exèrcit de Patton va ser enviat a Lorena. Malgrat la seva proximitat a Alemanya, Lorena no era la ruta d'invasió preferida pels aliats el 1944. Excepte per les ciutats de Nancy i Metz, la regió contenia pocs objectius militars significatius. Un cop el Tercer Exèrcit hagués penetrat a Lorena, encara no hi hauria objectius militars de primer ordre en entrar a Alemanya. La regió industrial del Saar, tot i que significativa, era de secundària importància en comparació amb el gran complex industrial del Ruhr més al nord. L'ofensiva de Patton es va aturar el 31 d'agost de 1944, ja que el Tercer Exèrcit es va quedar sense combustible prop del riu Mosel·la, just a les afores de Metz. Patton esperava que el comandant del teatre mantindria el combustible i els subministraments fluint per donar suport al seu avanç, però Eisenhower va afavorir un enfocament de "front ampli" per a l'esforç terrestre, creient que un sol atac hauria de deixar caure la protecció del flanc i perdria ràpidament la seva força.
Patton havia planejat arribar al riu Mosel·la, saltar-lo d'un sol salt, evitar Metz i dirigir-se directament a les ciutats renanes de Mainz i Mannheim, al fons del Tercer Reich. Però les seves unitats tenien restriccions en el combustible assignat per l'estratègia del front ampli. Un cop va obtenir 25.390 galons (96.100 litres); una divuitena part del que havia demanat! També tenien escassetat de municions. Encara dins de les restriccions d'un esforç general molt gran, Eisenhower va donar a Montgomery i al seu 21è Grup d'Exèrcits una prioritat més alta per als subministraments per a l'operació Horta,  tot i que no es van desviar subministraments del Tercer Exèrcit de Patton. Tres companyies de transport britàniques van ser prestades a les forces americanes el 6 d'agost durant vuit dies i no van ser retornades fins al 4 de setembre. El Tercer Exèrcit va esgotar els seus subministraments de combustible, però després de l'operació Horta. Segons Bradley, hi havia paritat de subministraments entre els tres exèrcits aliats, el Segon Britànic, el Primer i el Tercer dels Estats Units, a mitjans de setembre de 1944 i, segons la història oficial de l'exèrcit dels Estats Units, citada a la pàgina 52 del llibre de Hugh Cole, The Lorraine Campaign, "el 10 de setembre el període d'escassetat crítica [de gasolina] havia acabat". Això va ser tota una setmana abans que tingués lloc Horta. La sequera de gasolina va ser a finals d'agost/principis de setembre.
La xarxa ferroviària francesa, que va ser reparada i posada en funcionament ràpidament, va contribuir enormement a accelerar la recuperació logística del Tercer Exèrcit. A l'est de França, la xarxa ferroviària no va patir danys importants pels avions aliats i havia estat abandonada gairebé intacta pels alemanys en retirada. El Tercer Exèrcit va portar les seves línies ferroviàries fins a Nancy. Els mateixos francesos operaven els trens, proporcionant material rodant i personal entrenat per complementar el Tercer Exèrcit.
Patton creia que les seves forces eren prou a prop de la línia Sigfrid que va comentar a Bradley que amb 400.000 galons (1.514.000 litres) de gasolina podria ser a Alemanya en dos dies. A finals de setembre, un gran contraatac Panzer alemany enviat expressament per aturar l'avanç del Tercer Exèrcit de Patton va ser derrotat per la 4a Divisió Blindada a la batalla d'Arracourt.
L'aturada del Tercer Exèrcit durant el mes de setembre va ser suficient per permetre als alemanys reforçar la fortalesa de Metz. Les forces de Patton van arribar a la fortalesa de Metz el 5 de setembre de 1944, forçant una rendició alemanya el 21 de novembre de 1944, trigant més de 10 setmanes a la batalla de Metz amb ambdues parts patint moltes baixes. També va ser frustrat un intent de Patton de prendre Fort Driant, just al sud de Metz.
Les decisions de Patton en prendre aquesta ciutat van ser criticades. Els comandants alemanys entrevistats després de la guerra van assenyalar que podria haver evitat la ciutat i haver-se mogut cap al nord, a Luxemburg, on hauria pogut tallar el Setè Exèrcit alemany. El comandant alemany de Metz, el general Hermann Balck, també va assenyalar que un atac més directe hauria resultat en una victòria aliada més decisiva a la ciutat. L'historiador Carlo D'Este va escriure més tard que la campanya de Lorena va ser una de les menys reeixides de Patton, culpant-lo de no desplegar les seves divisions de manera més agressiva i decisiva. Patton va seguir frustrat per la manca de progrés de les seves forces. Del 8 de novembre al 15 de desembre, el seu exèrcit no va avançar més de 64 km.
A The Lorraine Campaign An Overview, September–December 1944, a la pàgina 36, el Dr. Christopher R. Gabel, del Combat Studies Institute, va declarar el febrer de 1985:
| « | Va ser la campanya de Lorena una victòria americana? De setembre a novembre, el Tercer Exèrcit va afirmar haver infligit més de 180.000 baixes a l'enemic. Però per capturar la província de Lorena, un problema que implicava un avanç de només 40 a 60 milles aèries, el Tercer Exèrcit va necessitar més de 3 mesos i va patir 50.000 baixes, aproximadament un terç del nombre total de baixes que va patir en tota la guerra europea. | » |

### La Batalla de les Ardenes
El desembre de 1944, l'exèrcit alemany, sota el comandament del mariscal de camp alemany Gerd von Rundstedt, va llançar una última ofensiva a través de Bèlgica, Luxemburg i el nord-est de França. El 16 de desembre de 1944, va concentrar 29 divisions que sumaven un total de 250.000 homes en un punt feble de les línies aliades i, durant les primeres etapes de la batalla de les Ardenes que va seguir, va fer un avenç significatiu cap al riu Mosa durant un hivern rigorós. Eisenhower va convocar una reunió de tots els comandants aliats superiors del front occidental en un quarter general prop de Verdun el matí del 19 de desembre per planificar l'estratègia i una resposta a l'assalt alemany.
En aquell moment, el Tercer Exèrcit de Patton estava immersos en intensos combats prop de Saarbrücken. Endevinant la intenció de la reunió de comandament aliat, Patton va ordenar al seu estat major que fes tres ordres de contingència operativa separades per desvincular elements del Tercer Exèrcit de la seva posició actual i començar operacions ofensives cap a diversos objectius a la zona del promontori ocupat per les forces alemanyes. A la conferència del Comandament Suprem, Eisenhower va dirigir la reunió, a la qual van assistir Patton, Bradley, el general Jacob Devers, el major general Kenneth Strong, el comandant suprem adjunt, el mariscal en cap de l'aire Arthur Tedder, i diversos oficials de l'estat major. Quan Eisenhower va preguntar a Patton quant de temps li trigaria a desvincular sis divisions del seu Tercer Exèrcit i començar un contraatac cap al nord per alleujar la 1011 Aerotransportada que havia quedat atrapada a Bastogne, Patton va respondre: "Tan bon punt hagis acabat amb mi." Patton va aclarir que ja havia elaborat una ordre operativa per a un contraatac de tres divisions completes el 21 de desembre, que aleshores només faltaven 48 hores. Eisenhower es va mostrar incrèdul: "No siguis fatu, George. Si intentes anar tan d'hora, no tindràs les tres divisions a punt i aniràs a trossos". Patton va respondre que el seu estat major ja tenia una ordre d'operacions de contingència a punt. Encara sense estar convençut, Eisenhower va ordenar a Patton que ataqués el matí del 22 de desembre, utilitzant almenys tres divisions.
Patton va sortir de la sala de conferències, va trucar al seu comandament i va pronunciar dues paraules: "Juga a la pilota". Aquesta frase clau va iniciar una ordre operativa preestablerta amb l'estat major de Patton, mobilitzant tres divisions —la 4a Blindada, la 80a i la 126a d'Infanteria— del Tercer Exèrcit i movent-les cap al nord, en direcció a Bastogne. En total, Patton reposicionaria sis divisions completes, el III Cos i el XII Cos, des de les seves posicions al front del riu Saar al llarg d'una línia que s'estenia des de Bastogne fins a Diekirch i fins a Echternach, la ciutat de Luxemburg que havia estat a l'extrem sud de la línia del front inicial de les "Ardenes" el 16 de desembre. En pocs dies, més de 133.000 vehicles del Tercer Exèrcit van ser redirigits a una ofensiva que va cobrir una distància mitjana de més de 18 km per vehicle, seguits per esglaons de suport que transportaven 62.000 tones de subministraments.
El 21 de desembre, Patton es va reunir amb Bradley per revisar l'avanç imminent, començant la reunió comentant: "Brad, aquesta vegada els Krauts han ficat el cap a la picadora de carn, i jo l'he agafat pel mànec." Patton va argumentar llavors que el seu Tercer Exèrcit havia d'atacar cap a Coblença, tallant el bony a la base i atrapant la totalitat dels exèrcits alemanys involucrats en l'ofensiva. Després de considerar-ho breument, Bradley ho va vetar, ja que estava menys preocupat per matar un gran nombre d'alemanys que per organitzar l'alleujament de Bastogne abans que fos envaïda. Desitjant bon temps per al seu avanç, que permetria el suport terrestre proper dels avions tàctics de les Forces Aèries de l'Exèrcit dels Estats Units, Patton va ordenar al capellà del Tercer Exèrcit, el coronel James Hugh O'Neill, que compongués una pregària adequada. Va respondre amb:

| Almighty and most merciful Father, we humbly beseech Thee, of Thy great goodness, to restrain these immoderate rains with which we have had to contend. Grant us fair weather for Battle. Graciously hearken to us as soldiers who call upon Thee that, armed with Thy power, we may advance from victory to victory and crush the oppression and wickedness of our enemies, and establish Thy justice among men and nations. Amen.[162] | Pare Totpoderós i misericordiós, us supliquem humilment, per la vostra gran bondat, que conteniu aquestes pluges immoderades amb les quals hem hagut de lluitar. Concedeix-nos bon temps per a la batalla. Escolta'ns amablement com a soldats que t'invoquem perquè, armats amb el vostre poder, puguem avançar de victòria en victòria i aixafar l'opressió i la maldat dels nostres enemics, i establir la vostra justícia entre els homes i les nacions. Amén. |
Quan el temps va millorar poc després, Patton va atorgar a O'Neill una Estrella de Bronze a l'instant.
El 26 de desembre de 1944, les primeres unitats de punta de la 4a Divisió Blindada del Tercer Exèrcit van arribar a Bastogne, obrint un corredor per al socors i el reabastiment de les forces assetjades. La capacitat de Patton per desvincular sis divisions del combat de primera línia durant la meitat de l'hivern i després dirigir-se cap al nord per alleujar Bastogne va ser un dels seus èxits més destacables durant la guerra. Més tard va escriure que l'alleujament de Bastogne va ser "l'operació més brillant que hem dut a terme fins ara, i al meu entendre és l'èxit més destacat de la guerra. Aquesta és la meva batalla més gran".

### L'avanç cap Alemanya
Al febrer, els alemanys estaven en plena retirada. El 23 de febrer de 1945, la 94a Divisió d'Infanteria va creuar el riu Saar i va establir un cap de pont vital a Serrig, a través del qual Patton va empènyer unitats cap al Saarland. Patton havia insistit en una travessa immediata del riu Saar en contra del consell dels seus oficials. Historiadors com Charles Whiting han criticat aquesta estratègia com a innecessàriament agressiva.
Un cop més, Patton va trobar que altres comandaments tenien prioritat en gasolina i subministraments.  Per obtenir-los, les unitats d'artilleria del Tercer Exèrcit es van fer passar per personal del Primer Exèrcit i, en un incident, van obtenir milers de galons de gasolina d'un abocador del Primer Exèrcit. Entre el 29 de gener i el 22 de març, el Tercer Exèrcit va prendre Trier, Coblença, Bingen, Worms, Mainz, Kaiserslautern i Ludwigshafen, matant o ferint 99.000 soldats i capturant 140.112 soldats alemanys, que representaven pràcticament totes les restes del Primer i Setè Exèrcits alemanys. Un exemple de l'enginy sarcàstic de Patton es va difondre quan va rebre ordres d'evitar Trier, ja que s'havia decidit que caldrien quatre divisions per capturar-la. Quan va arribar el missatge, Trier ja havia caigut. Patton va respondre de manera força càustica: "He pres Trier amb dues divisions. Voleu que la torni?" 
El Tercer Exèrcit va començar a creuar el riu Rin després de construir un pont de pontons el 22 de març, dues setmanes després que el Primer Exèrcit el creués a Remagen, i Patton va fer passar una divisió a través del riu aquella nit. Patton més tard es va vantar d'haver orinat al riu mentre creuava.
El 26 de març de 1945, Patton va enviar la Task Force Baum, formada per 314 homes, 16 tancs i diversos vehicles, a 80 km darrere de les línies alemanyes per alliberar el camp de presoners de guerra OFLAG XIII-B, prop de Hammelburg. Patton sabia que un dels presoners era el seu gendre, el tinent coronel John K. Waters. L'atac va ser un fracàs, i només 35 homes van tornar; la resta van resultar morts o van ser capturats, i els 57 vehicles es van perdre. Patton va informar d'aquest intent d'alliberar l'Oflag XIII-B com l'únic error que va cometre durant la Segona Guerra Mundial. Quan Eisenhower es va assabentar de la missió secreta, es va enfurismar.  Patton va dir més tard que sentia que la decisió correcta hauria estat enviar un Comandament de Combat, que és una força unes tres vegades més gran.
A l'abril, la resistència contra el Tercer Exèrcit estava disminuint, i els principals esforços de les forces es van centrar en la gestió d'uns 400.000 presoners de guerra alemanys. El 14 d'abril de 1945, Patton va ser ascendit a general, un ascens defensat durant molt de temps per Stimson en reconeixement dels èxits de batalla de Patton durant el 1944. Més tard aquell mateix mes, Patton, Bradley i Eisenhower van visitar la mina de sal de Merkers, així com el camp de concentració d'Ohrdruf, i veure les condicions del camp de primera mà va causar un gran disgust a Patton. El Tercer Exèrcit va rebre ordres de dirigir-se cap a Baviera i Txecoslovàquia, anticipant una darrera defensa de les forces alemanyes allà. Segons sembla, es va horroritzar en saber que l'Exèrcit Roig prendria Berlín, ja que sentia que la Unió Soviètica era una amenaça per a l'avanç de l'exèrcit dels Estats Units cap a Pilsen, però Eisenhower el va aturar abans d'arribar a Praga, Txecoslovàquia, abans del Dia de la Victòria a Europa el 8 de maig i el final de la guerra a Europa.
En el seu avanç des del Rin fins a l'Elba, el Tercer Exèrcit de Patton, que comptava amb entre 250.000 i 300.000 homes en un moment donat, va capturar 84.860 km² (32.763 milles quadrades) de territori alemany. Les seves pèrdues van ser de 2.102 morts, 7.954 ferits i 1.591 desapareguts. Les pèrdues alemanyes en els combats contra el Tercer Exèrcit van ascendir a 20.100 morts, 47.700 ferits i 653.140 capturats.
Entre l'entrada en funcionament a Normandia l'1 d'agost de 1944 i el final de les hostilitats el 9 de maig de 1945, el Tercer Exèrcit va estar en combat continu durant 281 dies. En aquest temps, va creuar 24 rius importants i va capturar 81.500 milles quadrades (211.000 km2) de territori, incloent-hi més de 12.000 ciutats i pobles. El Tercer Exèrcit va afirmar haver matat, ferit o capturat 1.811.388 soldats alemanys, sis vegades la seva força en personal. revisió de Fuller dels registres del Tercer Exèrcit només difereix en el nombre d'enemics morts i ferits, afirmant que entre l'1 d'agost de 1944 i el 9 de maig de 1945, 47.500 enemics van morir, 115.700 van resultar ferits i 1.280.688 van ser capturats, per a un total d'1.443.888. 

## Postguerra
Patton va demanar un comandament al Teatre d'Operacions del Pacífic, suplicant a Marshall que el portés a aquella guerra de qualsevol manera possible. Marshall va dir que només podria fer-ho si els xinesos asseguraven un port important per a la seva entrada, un escenari improbable. A mitjans de maig, Patton va volar a París i després a Londres per descansar. El 7 de juny va arribar a Bedford, Massachusetts, per a una llicència prolongada amb la seva família, i va ser rebut per milers d'espectadors. Patton va conduir fins al Hatch Memorial Shell i va parlar davant d'unes 20.000 persones, inclosa una multitud de 400 veterans ferits del Tercer Exèrcit. En aquest discurs va despertar certa controvèrsia entre les Mares de l'Estrella d'Or quan va afirmar que un home que mor en batalla és "sovint un ximple", afegint que els ferits són herois. Patton va passar un temps a Boston abans de visitar i parlar a Denver i visitar Los Angeles, on va parlar davant d'una multitud de 100.000 persones al Memorial Coliseum. El 14 de juny de 1945, el secretari de Guerra Henry L. Stimson va decidir que Patton no seria enviat al Pacífic, sinó que tornaria a Europa en una missió de l'exèrcit d'ocupació. Patton va fer una última parada a Washington, DC, abans de tornar a Europa al juliol per servir a les forces d'ocupació.
Patton va ser nomenat governador militar de Baviera, on va dirigir el Tercer Exèrcit en els esforços de desnazificació . Patton es va sentir particularment molest quan es va assabentar del final de la guerra contra el Japó, i va escriure al seu diari: "Una altra guerra ha arribat a la seva fi, i amb ella la meva utilitat per al món". Descontent amb la seva posició i deprimit per la seva creença que mai més lluitaria en una altra guerra, el comportament i les declaracions de Patton es van tornar cada cop més erràtics. S'han proposat diverses explicacions més enllà de les seves decepcions per al comportament de Patton en aquest moment. Carlo D'Este va escriure que "sembla pràcticament inevitable... que Patton patís algun tipus de dany cerebral a causa de massa lesions al cap " a causa d'una vida de nombrosos accidents relacionats amb cotxe i cavalls, especialment un que va patir mentre jugava a polo el 1936.
La neboda de Patton, Jean Gordon, va passar un temps amb ell a Londres el 1944 i a Baviera el 1945. Patton es va vantar repetidament del seu èxit sexual amb Gordon, i la seva dona i la seva família creien clarament que tots dos eren amants. Alguns dels seus biògrafs són escèptics. Hirshson va dir que la relació va ser casual. Showalter creu que Patton, sota un fort estrès físic i psicològic, va inventar afirmacions de conquesta sexual per demostrar la seva virilitat. D'Este està d'acord que el "comportament de Patton suggereix que tant el 1936 [a Hawaii] com el 1944-45, la presència de la jove i atractiva Jean va ser un mitjà per calmar les ansietats d'un home de mitjana edat preocupat per la seva virilitat i la por d'envellir." Tant si Gordon va tenir relacions sexuals amb Patton com si no, ella també estimava un jove capità casat, que va tornar amb la seva dona el setembre de 1945, deixant Gordon desanimada.

### Controvèrsia sobre la desnazificació i antisemitisme
Patton va generar controvèrsia com a governador militar quan es va observar que diversos antics membres del Partit Nazi continuaven ocupant càrrecs polítics a la regió. En privat, Patton va expressar el respecte d'un soldat pels alemanys com a adversaris i la resistència a destituir els membres del Partit Nazi del poder. "Mai havia sentit", va escriure a la seva dona Bea, "que lluitéssim per desnazificar Alemanya: viure i aprendre. El que estem fent és destruir completament l'únic estat semimodern d'Europa perquè Rússia pugui empassar-se-ho tot... En realitat, els alemanys són l'única gent decent d'Europa".
Patton, en el seu nou càrrec, supervisava els camps de persones desplaçades a Baviera, que contenien una majoria de jueus que havien sobreviscut als camps de concentració alemanys durant l'Holocaust. Es va negar a tenir capellans jueus a la seva seu. Patton va decidir mantenir els jueus detinguts, segons el seu diari, perquè pensava que alliberar-los podria provocar violència i noves detencions. També es va resistir a les ordres d'Eisenhower de desallotjar els alemanys de les seves llars per allotjar-hi jueus. Després que Patton acompanyés Eisenhower a un servei de Yom Kippur en un dels camps, es va referir als jueus del servei com una "massa pudent d'humanitat", i queixant-se de la seva higiene, va dir: "Aquesta va resultar ser la festa de Yom Kippur, així que tots es van reunir en un gran edifici de fusta, que van anomenar sinagoga. Va ser convenient que el general Eisenhower els fes un discurs. Vam entrar a la sinagoga, que estava plena del grup pudent d'humanitat més gran que he vist mai. Quan vam arribar a la meitat, el rabí principal, que anava vestit amb un barret de pell similar al que portava Enric VIII d'Anglaterra i amb una sobrepellissa molt brodada i molt bruta, va baixar i es va trobar amb el general... L'olor era tan terrible que gairebé em vaig desmaiar i, de fet, unes tres hores més tard vaig perdre el dinar en recordar-ho... Per descomptat, els he vist des del principi i em va meravellar que éssers que presumptament estan fets en la forma de Déu puguin semblar com ho fan o actuar com actuen." Patton també va afirmar que «hi ha una influència molt semítica a la premsa». «El soroll contra mi és només el mitjà pel qual els jueus i els comunistes intenten, i amb bon èxit, un major desmembrament d'Alemanya». El biògraf Martin Blumenson, que va ser historiador del Tercer Exèrcit i també va editar els articles de Patton, resumeix aquest període concisament: «Clarament, s'havia tornat delirant».
Patton va continuar fent nombrosos comentaris antisemites. Va remarcar que els jueus desplaçats eren "llagostes", "inferiors als animals" i "perduts per a tota decència". En una entrada del seu diari, va escriure que els jueus eren "una espècie subhumana sense cap dels refinaments culturals o socials del nostre temps."

### Rellevat del comandament
Patton va ser preguntat per la premsa sobre la seva reticència a desnazificar l'Alemanya de la postguerra, però va assenyalar que la majoria de les persones amb experiència en la gestió d'infraestructures s'havien vist obligades a unir-se al partit durant la guerra. Va comparar els nazis amb els demòcrates i els republicans, cosa que va provocar una pressió negativa a la premsa dels Estats Units i va enfurir Eisenhower. Eisenhower li va ordenar que fes una roda de premsa corregint les seves declaracions, però Patton en canvi les va repetir.
El 28 de setembre de 1945, Patton va tenir una acalorada discussió amb Eisenhower sobre la controvèrsia de la desnazificació, de manera que Eisenhower el va rellevar del seu càrrec de governador militar. Va ser rellevat del comandament del Tercer Exèrcit el 7 d'octubre i va concloure els seus comentaris de comiat dient: "Totes les coses bones han d'arribar a la seva fi. El millor que m'ha passat mai fins ara és l'honor i el privilegi d'haver comandat el Tercer Exèrcit".   Segons Anthony Cave Brown a Bodyguard of Lies, "Patton va ser rellevat del comandament del Tercer Exèrcit per Eisenhower just després del final de la guerra per declarar públicament que els Estats Units havien estat lluitant contra l'enemic equivocat: Alemanya en lloc de Rússia."
L'última missió de Patton va ser comandar el Quinzè Exèrcit amb base a Bad Nauheim. En aquell moment, el 15è Exèrcit només consistia en un petit personal del quarter general que treballava per compilar una història de la guerra a Europa. Patton havia acceptat el càrrec pel seu amor per la història, però ràpidament va perdre l'interès. Va començar a viatjar, visitant París, Rennes, Chartres, Brussel·les, Metz, Reims, Luxemburg i Verdun. Després va anar a Estocolm, on es va retrobar amb altres atletes dels Jocs Olímpics de 1912. Patton va decidir que deixaria el seu càrrec al 15è Exèrcit i no tornaria a Europa un cop marxés per Nadal el 10 de desembre. Tenia la intenció de discutir amb la seva dona si continuaria en un càrrec als Estats Units o es retiraria de l'exèrcit.
Eisenhower va tornar als Estats Units per convertir-se en el Cap de l'Estat Major de l'Exèrcit dels Estats Units, i Patton va ser nomenat comandant interí de l'Exèrcit dels Estats Units a Europa l'11 de novembre de 1945. Va servir en el càrrec fins que va ser rellevat pel general Joseph T. McNarney el 26 de novembre.

### Accident i mort
El cap d'estat major de Patton, el major general Hobart Gay, el va convidar a una excursió de caça de faisans el 9 de desembre de 1945 prop de Speyer, Alemanya, per aixecar-li l'ànim. Va veure cotxes abandonats al costat de la carretera i va dir: "Que horrible és la guerra. Pensa en el malbaratament". Moments després, la limusina Cadillac de 1938 conduïda pel soldat Horace Woodring va xocar amb un camió de l'exèrcit americà conduït pel T/5 Robert L. Thompson. El conductor habitual de Patton era el sergent Francis "Jeep" Sanza, però havia deixat l'exèrcit el novembre de 1945.
Gay i altres només van resultar lleus ferits, però Patton es va colpejar el cap amb la mampara de vidre que separava els seients davanters i posteriors.  Va començar a sagnar per una ferida al cap i es va queixar que estava paralitzat i tenia problemes per respirar. El van portar a un hospital de Heidelberg, on li van descobrir una fractura per compressió i una luxació de la tercera i quarta vèrtebres cervicals, cosa que va provocar una fractura al coll i una lesió a la medul·la espinal cervical que el van deixar paralitzat de coll cap avall.
Patton va passar la major part dels següents 12 dies en tracció espinal per disminuir la pressió a la columna vertebral. Es va prohibir l'entrada a visites no mèdiques, excepte a la seva dona Beatrice, que havia volat des dels Estats Units. A Patton li havien dit que no tenia cap possibilitat de tornar a muntar a cavall ni a reprendre la vida normal, i va comentar: "Aquesta és una manera infernal de morir". Va morir mentre dormia d'edema pulmonar i insuficiència cardíaca congestiva cap a les 18:00  del 21 de desembre de 1945 als 60 anys.
El 24 de desembre, Patton va ser enterrat al cementiri i memorial americà de Luxemburg, al districte de Hamm de la ciutat de Luxemburg, juntament amb algunes baixes de guerra del Tercer Exèrcit, d'acord amb la seva petició de ser enterrat amb els seus homes. Inicialment va ser enterrat al mig d'una parcel•la com tots els altres membres del servei, però el gran nombre de visitants a la seva tomba va danyar els terrenys del cementiri, per la qual cosa les seves restes van ser traslladades a la seva ubicació actual, a la part davantera de les parcel•les.

## Llegat
Segons Martin Blumenson:
| « | Patton va personificar el soldat combatent a la Segona Guerra Mundial. Va exercir un lideratge únic per la seva capacitat d'obtenir la màxima resposta (alguns dirien que més que la màxima) de les tropes de combat americanes. A través del seu carisma, exemplificat per una imatge extravagant i ben publicitada, va estimular... les tropes americanes a un desig agressiu d'acostar-se i destruir l'enemic. Personificava l'esperit ofensiu, l'impuls despietat i la voluntat de victòria a la batalla... Com a exponent destacat de l'efectivitat en combat, particularment pel que fa a l'ús de forces blindades, és a dir, l'ús combinat de tancs, infanteria motoritzada i artilleria autopropulsada, amb el suport estret d'avions tàctics, Patton va portar el concepte de la guerra llampec a la perfecció.. | » |

La personalitat vibrant de Patton, el seu estil de lideratge contundent i el seu èxit com a comandant van produir una imatge mixta i sovint contradictòria quan es van combinar amb els seus freqüents errors polítics. La seva gran habilitat oratòria es considera integral per a la seva capacitat d'inspirar les tropes sota el seu comandament. L'historiador Terry Brighton va concloure que Patton era "arrogant, buscador de publicitat i amb defectes personals, però... un dels generals més grans de la guerra".  El seu impacte va ser substancial en la guerra blindada i el lideratge, i l'exèrcit dels Estats Units va adoptar moltes de les seves estratègies agressives per als seus programes d'entrenament després de la seva mort. Molts oficials militars afirmen inspirar-se en el seu llegat. El primer tanc americà dissenyat després de la guerra va ser l'M46 Patton.
Diversos actors han interpretat Patton a la pantalla, el més famós dels quals és George C. Scott a la pel•lícula Patton de 1970, per la qual va guanyar (i rebutjar) el premi de l'Acadèmia al millor actor. Va repetir el paper el 1986 a la pel•lícula televisiva  The Last Days of Patton, que explica la història dels seus últims mesos.
Altres actors que han interpretat Patton inclouen:
- Stephen McNally a l'episodi de 1957 "The Patton Prayer" de la sèrie d'antologia religiosa Crossroads de l'ABC
- John Larch a la pel·lícula de 1963 Miracle of the White Stallions
- Kirk Douglas a la pel·lícula de 1966, Is Paris Burning?
- George Kennedy a la pel·lícula Brass Target
- Darren McGavin a la minisèrie Ike de 1979
- Robert Prentiss a la pel·lícula Pancho Barnes de 1988
- Mitchell Ryan a la pel·lícula de 1989 Double Exposure: The Story of Margaret Bourke-White
- Lawrence Dobkin en un episodi de la minisèrie War and Remembrance
- Edward Asner a la pel·lícula de 1997 The Long Way Home
- Gerald McRaney a la minisèrie del 2004 Ike: Countdown to D-Day
- Dan Higgins en un episodi del 2006 de la minisèrie Man, Moment, Machine
- Kelsey Grammer a la pel·lícula del 2008 An American Carol[252]
- Ed Harris a Resistance (2020).

### Imatge
Patton va cultivar una imatge cridanera i distintiva amb la creença que inspiraria les seves tropes. Portava un revòlver Colt Single Action Army calibre .45 amb empunyadura d'ivori, gravat i xapat en plata al maluc dret, i sovint portava un Smith & Wesson Model 27 .357 Magnum amb empunyadura d'ivori al maluc esquerre. Normalment se'l veia amb un casc molt polit, pantalons de muntar i botes altes de cavalleria.  Patton també va cultivar una expressió severa que anomenava la seva "cara de guerra".  Era conegut per supervisar les maniobres d'entrenament des de dalt d'un tanc pintat de vermell, blanc i blau. El seu jeep portava plaques de rang enormes a la part davantera i posterior, així com una botzina que anunciava en veu alta la seva aproximació des de lluny. Va proposar un nou uniforme per al Cos de Tancs emergent amb botons polits, un casc daurat i vestits gruixuts, foscos i encoixinats; la proposta va ser ridiculitzada pels mitjans de comunicació com "el Vespó Verd" i va ser rebutjada per l'exèrcit.
L'historiador Alan Axelrod va escriure que "per a Patton, el lideratge mai no es va tractar simplement de fer plans i donar ordres, sinó de transformar-se en un símbol". Patton va expressar intencionadament un desig conspicu de glòria, atípic del cos d'oficials de l'època que emfatitzava la barreja amb les tropes al camp de batalla. Era admirador de l'almirall Horatio Nelson per les seves accions en liderar la batalla de Trafalgar amb uniforme de gala. Patton tenia una preocupació per la valentia, portant la seva insígnia de rang de manera ostentosa en combat, i en un moment de la Segona Guerra Mundial va cavalcar sobre un tanc fins a un poble controlat pels alemanys buscant inspirar coratge als seus homes.
Patton era un fatalista convençut,  i creia en la reencarnació. Creia que podria haver estat un líder militar mort en acció a l'exèrcit de Napoleó o un legionari romà en una vida anterior.
Patton va desenvolupar la capacitat de pronunciar discursos carismàtics. Va fer un ús intens de la profanació en els seus discursos, que generalment agradaven a les tropes sota el seu comandament, però que ofenien altres generals, inclòs Bradley. Els seus discursos més famosos van ser una sèrie que va pronunciar al Tercer Exèrcit abans de l'Operació Overlord.  Era conegut per la seva franquesa i enginy; una vegada va dir: "Les dues armes més perilloses que tenen els alemanys són el nostre propi semioruga blindat i jeep. El semioruga perquè els nois que hi ha a dins es fan heroics, pensant que són en un tanc. El jeep perquè tenim tants conductors horribles".  Durant la batalla de les Ardenes, va comentar la famosa frase que els aliats haurien de "deixar que els fills de puta [alemanys] arribessin fins a París, i després els tallarem i els assetjarem." També va suggerir amb sarcasme que el seu Tercer Exèrcit podria "rebutjar els britànics de tornada al mar per a una altra Dunkerque". 
A mesura que augmentava l'escrutini mediàtic sobre Patton, la seva franquesa va generar controvèrsia. Aquesta va començar al nord d'Àfrica quan alguns periodistes es van preocupar que s'estigués acostant massa a antics funcionaris de Vichy amb simpaties de l'Eix. La seva imatge pública es va veure més greument danyada després dels incidents de les bufetades. Una altra controvèrsia va ocórrer abans de l'Operació Overlord quan Patton va parlar en un club de benvinguda britànic a Knutsford, Anglaterra: "Com que és el destí evident dels britànics i els nord-americans, i per descomptat, dels russos, governar el món, com millor ens coneixem, millor feina farem". L'endemà, les notícies el van citar malament ometent els russos.
En una visita a casa després de la guerra, va tornar a ser notícia quan va intentar homenatjar diversos veterans ferits en un discurs anomenant-los "els veritables herois" de la guerra, ofenent sense voler les famílies dels soldats que havien mort en acció. El seu darrer esclat mediàtic va tenir lloc el setembre de 1945 quan va dir: "La desnazificació seria com eliminar tots els republicans i tots els demòcrates que eren al càrrec, que havien ocupat càrrecs o eren quasi-demòcrates o republicans i això trigaria un temps". Això va fer que Eisenhower el rellevés del comandament del Tercer Exèrcit.
Com a líder, Patton era conegut per ser molt crític, corregint els subordinats sense pietat per les infraccions més lleus, però també ràpid per lloar els seus èxits. Es va guanyar la reputació de general impacient i impulsiu alhora, i amb poca tolerància pels oficials que no havien tingut èxit. Tanmateix, només va destituir el general Orlando Ward, i això després de dos avisos, mentre que Bradley va destituir diversos generals durant la guerra. Segons sembla, Patton tenia el màxim respecte pels homes que servien sota el seu comandament, especialment pels ferits. Moltes de les seves directives mostraven una especial preocupació per cuidar els homes soldats sota el seu comandament, i era conegut per organitzar subministraments addicionals per als soldats del camp de batalla, incloent-hi mantes i mitjons addicionals, galoses i altres articles que normalment escassejaven al front.

### Opinions sobre la raça
Se sap que Patton tenia actituds racistes típiques de la seva infància i les seves arrels familiars al Sud confederat.  En privat, va escriure sobre els soldats negres:
| « | Individualment eren bons soldats, però vaig expressar en aquell moment la meva creença, i mai he trobat la necessitat de canviar-la, que un soldat de color no pot pensar prou ràpid per lluitar amb blindats.'. | » |

No obstant això, públicament, Patton va declarar que el rendiment era més important que la raça o l'afiliació religiosa:
| « | M'importa un rave qui sigui aquest home. Pot ser negre o jueu, però si té les coses i compleix amb el seu deure, pot tenir tot el que jo tinc. Déu meu! L'estimo. | » |

Dirigint-se al 761è Batalló de Tancs, Patton també va dir:
| « | Homes, sou els primers tanquistes negres que han lluitat a l'exèrcit americà. Mai us hauria demanat si no fóssiu bons. No tinc res més que els millors al meu exèrcit. No m'importa de quin color sigueu, sempre que pugeu allà dalt i mateu aquests fills de puta crauts! Tothom us té els ulls posats i espera grans coses de vosaltres. Sobretot, la vostra raça us espera amb il•lusió. No els decebeu i, maleïts sigueu, no em decebeu a mi! | » |

Patton va fer una crida enèrgica a les tropes negres sota el seu comandament. L'historiador Hugh Cole va assenyalar que Patton va ser el primer als Estats Units a integrar soldats negres i blancs a les mateixes companyies de fusellers.
A més, l'home amb qui Patton va passar més temps durant la Segona Guerra Mundial va ser el seu ajudant i ajudant de cambrer personal, el sergent major William George Meeks. Meeks era un soldat de carrera afroamericà i el general Patton el considerava un confident personal.

#### Sentiment anti-rus
Patton admirava Rússia com a entitat política, però menyspreava els russos com a poble, dient:
| « | La dificultat per entendre el rus és que no tenim en compte que no és europeu, sinó asiàtic, i per tant pensa de manera tortuosa. No podem entendre un rus més que un xinès o un japonès, i pel que he vist d'ells, no tinc cap desig particular d'entendre'ls, excepte per esbrinar quant plom o ferro cal per matar-los. A més de les seves altres característiques asiàtiques, el rus no té cap respecte per la vida humana i és un fill de puta, bàrbar i borratxo crònic. | » |

### Segons els líders aliats
L'1 de febrer de 1945, Eisenhower va escriure un memoràndum classificant les capacitats militars dels seus generals americans subordinats a Europa. El general Omar Bradley i el general de les Forces Aèries de l'Exèrcit Carl Spaatz van compartir la primera posició, Walter Bedell Smith va ocupar el tercer lloc i Patton el quart. Eisenhower va revelar el seu raonament en una ressenya del llibre Patton and His Third Army del 1946 : "George Patton va ser el comandant més brillant d'un exèrcit en camp obert que el nostre o qualsevol altre servei va produir. Però el seu exèrcit formava part de tota una organització i les seves operacions, part d'una gran campanya." Eisenhower creia que s'hauria de reconèixer el mèrit de planificar les reeixides campanyes aliades a tot Europa en què Patton va ser simplement "un brillant executor".
La visió general d'Eisenhower sobre el valor militar de Patton es revela en la seva negativa a considerar enviar-lo a casa després dels incidents amb bufetades de 1943, després dels quals va comentar en privat: "Patton és indispensable per a l'esforç bèl·lic, un dels garants de la nostra victòria".  El sotssecretari de Guerra John J. McCloy va dir a Eisenhower: " El comentari de Lincoln després que s'enfrontessin a Grant em ve al cap quan penso en Patton: 'No puc prescindir d'aquest home, lluita'". Després de la mort de Patton, Eisenhower va escriure:
| « | Era un d'aquells homes nascuts per ser soldat, un líder de combat ideal... No és exagerat dir que el nom de Patton va fer terror als cors de l'enemic. | » |

L'historiador Carlo D'Este va insistir que a Bradley no li agradava Patton ni personalment ni professionalment, però el biògraf de Bradley, Jim DeFelice, va assenyalar que les proves indicaven el contrari.  El president Franklin D. Roosevelt semblava estimar molt Patton i les seves habilitats, afirmant que "és el nostre general de combat més gran, i una alegria absoluta". D'altra banda, el successor de Roosevelt, Harry S. Truman, sembla que va tenir una aversió immediata per Patton, i en un moment donat el va comparar a ell i a Douglas MacArthur amb George Armstrong Custer.
En la seva major part, els comandants britànics no tenien en alta estima Patton. El general Alan Brooke va assenyalar el gener de 1943:
| « | ¡¡Havia sentit a parlar d'ell, però he de confessar que la seva personalitat de pirates va superar les meves expectatives. No em vaig formar cap bona opinió d'ell, ni tenia cap motiu per canviar aquesta opinió més endavant. Un líder galant, valent, salvatge i desequilibrat, bo per a operacions que requereixin empenta, però perdut en qualsevol operació que requereixi habilitat i criteri. | » |

Una excepció va ser el mariscal de camp Bernard Montgomery, que admirava la capacitat de Patton per comandar tropes al camp de batalla, si no el seu judici estratègic. Altres comandants aliats van quedar més impressionats, en particular els francesos lliures. El general Henri Giraud es va mostrar incrèdul quan va sentir parlar de l'acomiadament de Patton per Eisenhower a finals de 1945 i el va convidar a París per ser condecorat pel president francès Charles de Gaulle en un banquet d'estat. Al banquet, el president de Gaulle va pronunciar un discurs en què va posar els èxits de Patton al costat dels de Napoleó. El líder soviètic Joseph Stalin va declarar que l'Exèrcit Roig no podia haver planificat ni executat el ràpid avanç blindat de Patton a través de França.

### Segons els líders de l'Eixers
Els líders aliats van expressar sentiments contradictoris sobre les capacitats de Patton, però es va notar que l'Alt Comandament alemany tenia més respecte per ell que per qualsevol altre comandant aliat després de 1943. Adolf Hitler el va anomenar "aquell general vaquer boig". Molts comandants de camp alemanys van ser generosos en els seus elogis al lideratge de Patton després de la guerra.  Erwin Rommel va atribuir a Patton l'execució de "l'assoliment més sorprenent en la guerra mòbil". El Generaloberst Alfred Jodl va declarar que Patton "era el Guderian americà . Era molt audaç i preferia els grans moviments. Va assumir grans riscos i va obtenir grans èxits".   El Generalfeldmarschall Albert Kesselring va dir:
| « | Patton havia convertit la guerra de tancs en un art i entenia com manejar els tancs de manera brillant al camp de batalla. Per tant, em sento obligat a comparar-lo amb el Generalfeldmarschall Rommel, que també havia dominat l'art de la guerra de tancs. Tots dos tenien una mena de segona visió pel que fa a aquest tipus de guerra. | » |

Fritz Bayerlein va dir: «No crec que el general Patton ens deixés escapar tan fàcilment»,  referint-se a la fugida de l'Afrika Korps després de labatalla d'El Alamein. El mariscal de camp Gerd von Rundstedt va dir a Stars and Stripes després de la seva captura: «És el vostre millor». 

## Major assignments
- Director of Instruction, Cavalry School (August 1937 – July 1938)

## Historial de serveis, premis i condecoracions

### Dates d'ascens
Historial d'ascensos del general Patton:
 Tinent segon de l'Exèrcit dels Estats Units: 11 de juny de 1909
 Tinent primer de l'Exèrcit dels Estats Units: 23 de maig de 1916
 Capità de l'Exèrcit dels Estats Units: 15 de maig de 1917
 Major de l'Exèrcit Nacional: 26 de gener de 1918
 Tinent coronel de l'Exèrcit Nacional: 30 de març de 1918
 Coronel de l'Exèrcit Nacional: 17 d'octubre de 1918
 Capità de l'Exèrcit Regular: 30 de juny de 1920
 Major de l'Exèrcit Regular: 1 de juliol de 1920
 Tinent Coronel de l'Exèrcit Regular: 1 de març de 1934
 Coronel de l'Exèrcit Regular: 1 de juliol de 1938
 General de brigada de l'Exèrcit Regular: 1 d'octubre de 1940
 Major General de l'Exèrcit Regular: 4 d'abril de 1941
 Tinent General de l'exèrcit dels Estats Units: 12 de març de 1943
 General de l'exèrcit dels Estats Units: 14 d'abril de 1945

### Condecoracions
Les condecoracions de Patton incloïen:
 Creu del Servei Distingit amb una fulla de roure
 Medalla del Servei Distingit a l'Exèrcit amb dues fulles de roure
 Estrella de Plata amb una fulla de roure
 Legió del Mèrit
 Estrella de Bronze
 Cor Porpra
 Medalla per Salvar Vides de Plata
 Medalla de la Victòria a la I Guerra Mundial amb cinc fermalls de batalla
 Medalla del Servei a Mèxic
 Medalla del Servei de Defensa Americana
 Medalla de la Campanya Europea-Africana-Orient Mitjà amb una estrelles de plata i dues de bronze
 Medalla de la Victòria a la II Guerra Mundial
 Medalla de l'Exèrcit del Servei d'Ocupació
 Gran Creu de l'Orde del Bany (Gran Bretanya)
 Oficial de l'Orde de l'Imperi Britànic
 Oficial de l'Orde de Leopold (Bèlgica)
 Creu de Guerra 1940 (Bèlgica)
 Gran Creu de la Legió d'Honor (França)
 Creu de Guerra 1939-1945 (França)
 Gavaller de l'Orde d'Adolf de Nassau (Luxemburg)
 Creu de Guerra (Luxemburg)
 Gran cordó de l'orde d'Ouissam Alauita (Marroc)
 Ordre del Lleó Blanc de 2a classe (Txecoslovàquia)
 Creu de Guerra (Txecoslovàquia)
El 1955, l'exèrcit estatunidenc va condecorar pòstumament al general Patton amb la Medalla de l'Exèrcit del Servei d'Ocupació pel seu servei com a primer comandant d'ocupació a Baviera.